# Luger Parabellum
La Luger Parabellum (conosciuta anche come Parabellum pistole o semplicemente Luger) è una pistola semiautomatica ad azione singola, azionata da un corto rinculo con ritardo a ginocchiello, progettata e sviluppata nell'Impero tedesco dall'ingegnere austriaco-tirolese Georg Luger, a partire dal 1897, inizialmente in calibro 7,65 Luger e poi anche in 9 Parabellum.
Il nome "Parabellum", usato più spesso in Europa e soprattutto in Svizzera, fu dato da Luger alla pistola, prendendo spunto dall'indirizzo telegrafico della filiale berlinese (ex Waffenfabrik Mauser AG), assorbita dall'azienda Deutsche Waffen- und Munitionsfabriken (DWM) per la quale lavorava, che aveva adottato quel nome (ParabellumBerlin). Nel 1901, dopo l'adozione svizzera dell'arma (1900), il termine Parabellum fu registrato dalla DWM come marchio e dato poi anche ad alcuni altri prodotti dell'azienda, come le munizioni della pistola stessa (fabbricate a Karlsruhe) e ad altre armi. Il termine deriva dalla locuzione latina si vis pacem, para bellum, dove le due parole para-bellum (prepara la guerra) furono unite in una singola, molto probabilmente per adeguarsi al formato dei nominativi telegrafici dell'epoca.

## Storia
Nel 1891 Georg Luger entra a lavorare alla Waffenfabrik Ludw. Loewe & Co. (azienda tedesca operante nei settori di ingegneria meccanica, industria degli armamenti e industria elettrica, con sede a Berlino dal 1861), come Ingegnere tecnico d'armi e relatore commerciale, soprattutto per l'estero.

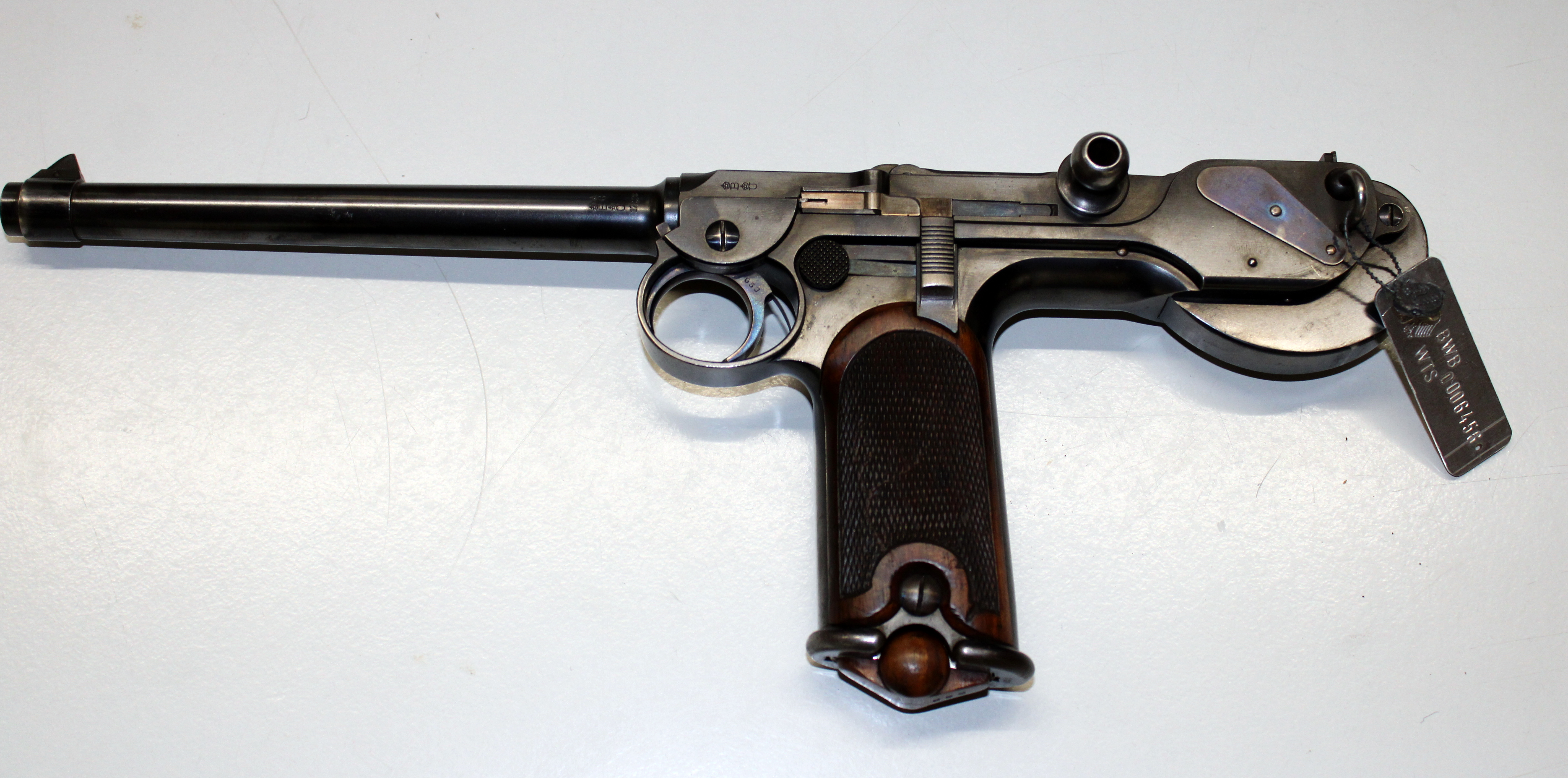
Borchardt C93

Qualche tempo dopo, porta dentro l'azienda il collega (progettista di armi) Hugo Borchardt, conosciuto probabilmente in USA, che usciva dall'esperienza presso la Fegyver és Gépgyár di Budapest (fabbrica di armi e macchinari) e che progettò una delle prime pistole autocaricanti della storia, la Borchardt C93. Arma che venne messa in commercio in tutto il mondo dal 1893 e brevettata in molti paesi (tra il 93 e il 96). L'anno dopo (il 21 novembre 1894), è Luger a presentare questa pistola in America, alla Naval Ordnance Board di Providence (consiglio di artiglieria navale) - nel frattempo, il 1 gennaio 1897, il gruppo Loewe, con l'aiuto di Luger, assorbe la Deutsche Metall Patronenfabrik di Karlsruhe (fabbrica tedesca di cartucce metalliche), formando la DWM - e nel giugno 1897, la pistola è presentata anche ai test svizzeri di Thun, nei quali vede e conferma cosa non viene apprezzato di quell'arma e di alcune altre presenti ai test (Männlicher M1894, Mauser C96). Prova quindi a ideare delle modifiche, ma Borchardt non sembra molto contento, né disposto ad accettarle; quindi, in accordo con la DWM, disegna una nuova pistola (in pochissimo tempo), recuperando molte delle mancanze annotate, e con la quale passa con discreto successo le prove svizzere dell'anno seguente (del 23-26 novembre e dicembre 1898), indette dalla KMW (Kriegsmaterials verwaltung - amministrazione federale dei materiali bellici).

La nuova pistola risulta "più leggera e più maneggevole", ed appare una versione piuttosto diversa dall'originale. Tuttavia, il sistema di chiusura è lo stesso o simile di principio (che con le dovute differenze, è lo stesso usato nella mitragliatrice Maxim), come lo sono alcuni particolari di funzionamento, ma nel insieme, molti aspetti sono migliorati e il risultato è un'altra pistola.

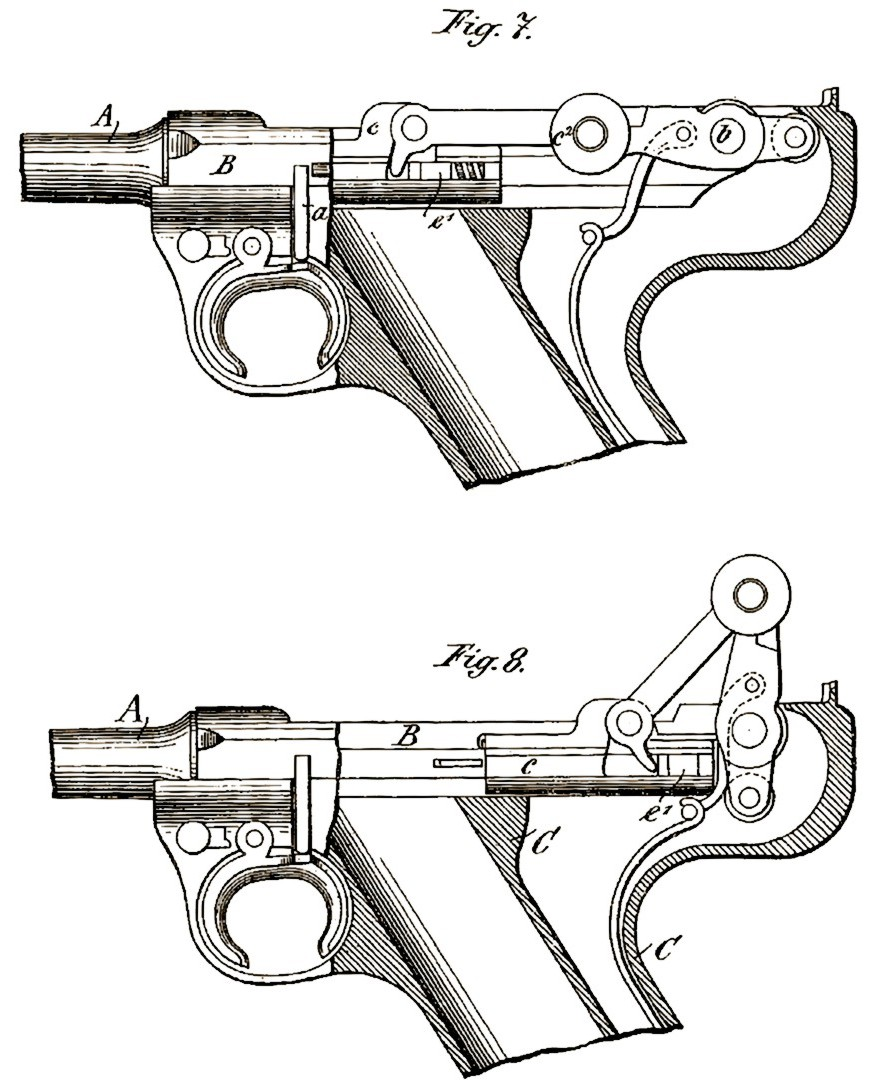
Borchardt-Luger 1898

Tuttavia, i disegni dei brevetti dal 1898 al 1900, riportano il nome Selbstlade-pistole, System "Borchardt-Luger" (pistola autocaricante con sistema Borchardt-Luger), causa di discordia tra i due progettisti, che più volte si scontreranno in tribunale, impugnando brevetti. Luger registrò il brevetto originale in Svizzera, il 03 ottobre del 1898, ovvero 50 giorni prima dei test. E fu così che la Versuchsmodell III (terzo modello sperimentale) aggiornata alle nuove specifiche elvetiche del 99, fu finalmente adottata dall'esercito svizzero e fu prodotta ufficialmente in DWM dal 1900. Negli anni seguenti, ormai nota come Modell 1900 Parabellum, come da brevetti svizzeri del 1899 e 1900, la pistola ebbe vari step e varie versioni (dal 1898) fino al 1908, anno ufficiale di acquisizione dell'arma da parte dell'esercito tedesco (dal 1908 al 1938). Fin dai primi prototipi per i test svizzeri (identificati come Borchardt-Luger n° 5 e n° 6 Versuchsmodell III), fu realizzata dalla DWM e diventerà ufficialmente la "Luger Parabellum", con brevetti esclusivi del Ingegner Georg Luger. L'esercito svizzero fu tra i primi ad interessarsi alla pistola, che poi adottò ufficialmente nel 1900 come la Ordonnanzpistole Parabellum Mod. 1900 (pistola d'ordinanza Parabellum, modello 1900) e la mantenne in ordinanza fino al 1949 circa. Nel 1902, la pistola (Modell 1902) venne costruita anche in calibro 9 mm Parabellum. Nel 1904 la marina imperiale tedesca adotta l'arma in calibro 9 mm, ma con canna da 150 mm (la P04), e nel 1908 fu l'esercito ad adottare la versione con canna da 100 mm, sempre in calibro 9 mm (la P08).
La Luger Parabellum  fu inizialmente prodotta principalmente in Europa dalla DWM e dal arsenale militare tedesco di Erfurt (Königliches deutsches Arsenal), con standard di alta qualità e materiali di prima scelta, ma poi fu prodotta anche in altri paesi (Svizzera, Olanda, USA, e altri) e da altre importanti aziende, come Waffenfabrik Bern (W+F Bern), H. Krieghoff GmbH, Simson & Company, Gebrüder Mauser & Co. e Vickers, Sons & Maxim Limited.

## Modell 1900 (P00) "Old Model"

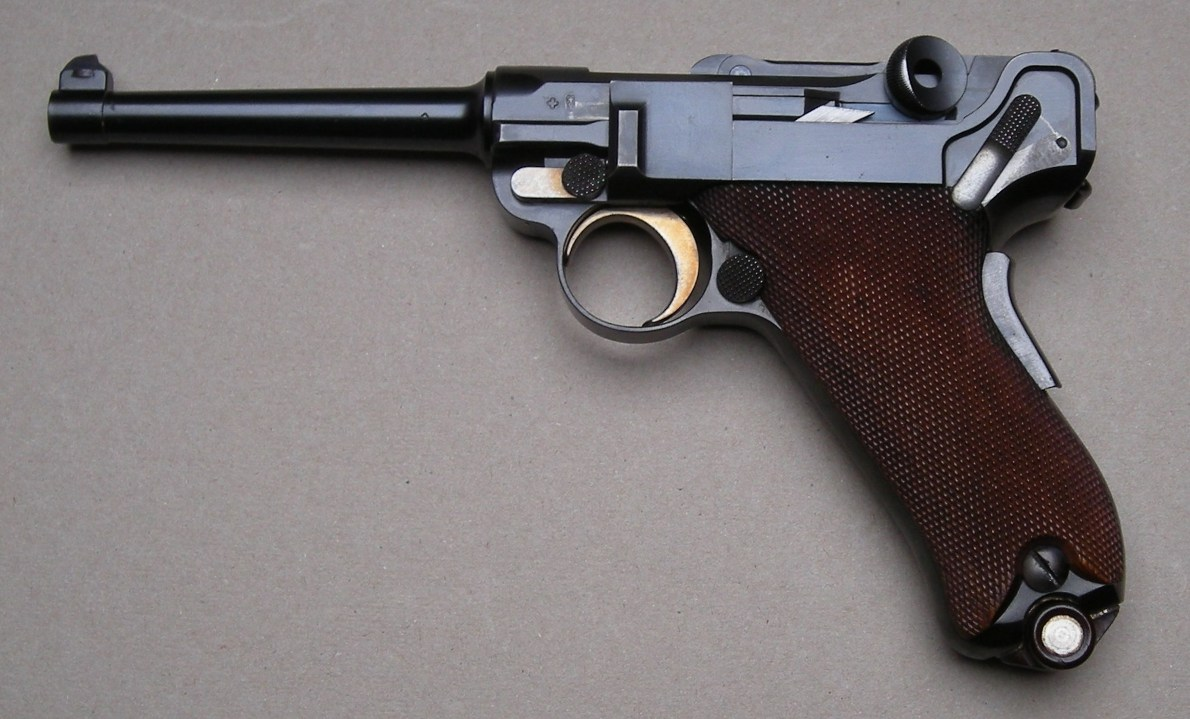
Luger P00 del 1900

La Luger Modell 1900, con canna da 120 mm (4" e 3/4) camerata in 7,65 Luger, è la prima versione della pistola ad essere prodotta ufficialmente per i vari mercati militari e civili; fu acquistata da vari paesi per i test militari e distribuita ai propri ufficiali e truppe di cavalleria; tra questi, i più famosi sono Svizzera, Germania e Stati Uniti. La Svizzera fu il primo paese ad adottarla come arma da fianco per gli Ufficiali dell'esercito e da questo modello prese il nomignolo di Parabellum. Per quanto riguarda l'adozione tedesca della P00, non c'è una traccia storica ufficiale, tuttavia è probabile (ma incerto) che la pistola vide in suo primo battesimo del fuoco in combattimento già nel 1900 (con alcuni modelli in prova ad alcuni militari o Ufficiali di polizia), durante l'intervento tedesco in Cina, a seguito della Ribellione dei Boxer.
Venne poi etichettata, negli anni seguenti, come la "old model ", in riferimento alla "new model " e al fatto che fosse la prima versione (la più vecchia).

### L'adozione Svizzera
Dopo gli ultimi test del 1-3 maggio 1899 a Thun e le ultime modifiche di aprile del 1900, la Luger venne dichiarata dalla commissione svizzera, come la miglior pistola; vennero ordinati 20 esemplari alla DWM ed il 30 aprile 1900 venne presentata la richiesta di adozione dell'arma per gli Ufficiali dell'Esercito Svizzero, ratificata il 4 maggio quale Pistole Ordonnanz 1900 System Borchardt-Luger. Il modello definitivo presenta una canna da 120 mm in calibro 7,65 mm con 4 rigature a passo di 250 mm, 8 colpi nel caricatore estraibile, peso da scarica di 891g e sicura dorsale all'impugnatura (sistema di sicura che verrà adottato anche in altre armi). La data effettiva delle prime consegne non è certa, ma il primo ordine sostanzioso alla DWM fu di 2'000 pistole, consegnate direttamente alla KMW, fra il 1901 e il 1903; la pistola Modell 1900 fu acquistata dalla Armee  per un totale circa 5'100 pezzi. I successivi contratti alla DWM, dal 1906 al 1914, portarono alla consegna delle Modell 1900/06, per un totale di 10'215 pistole, che incorporavano i cambiamenti della Neues Modell (P06), mantenendo il calibro a 7,65 mm. 

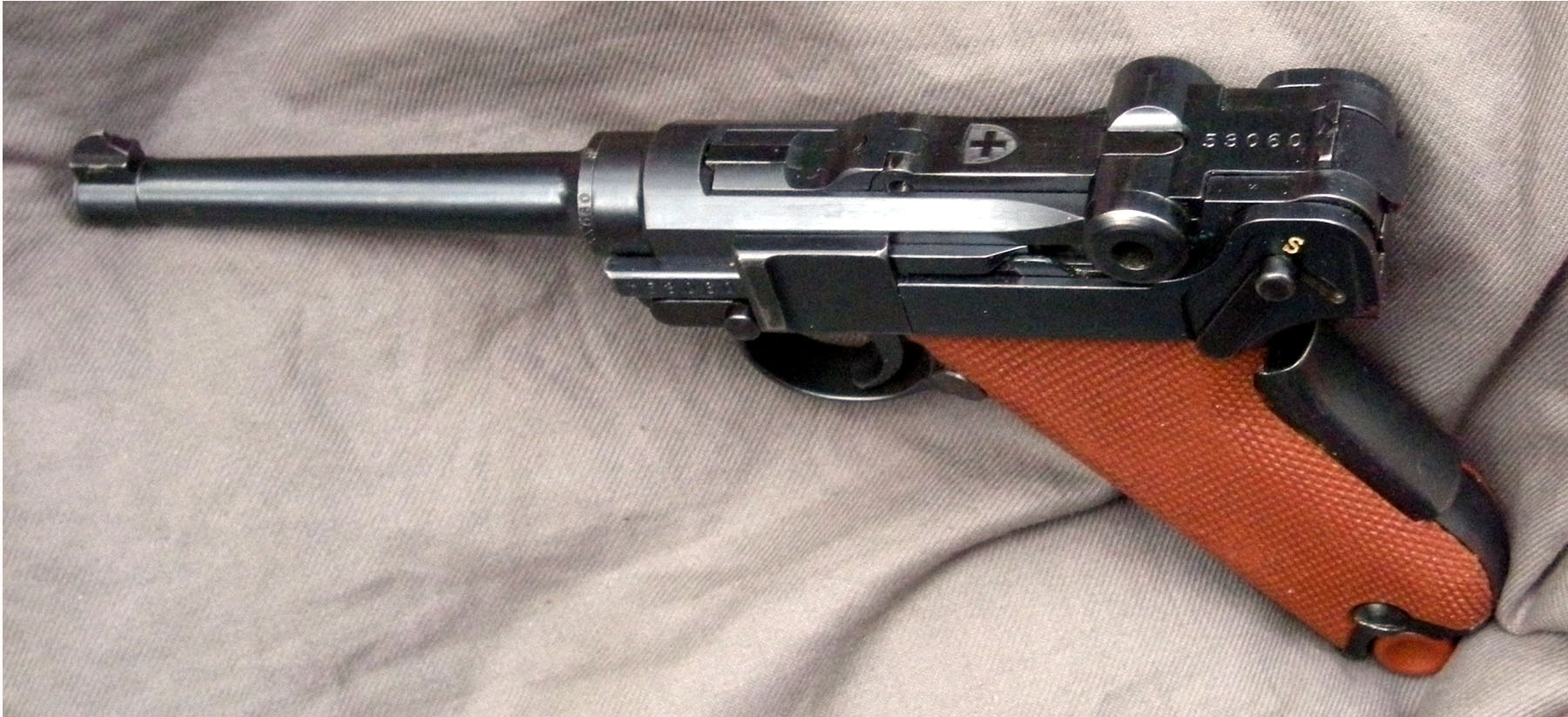
Parabellum svizzera Modell 1906/29

Durante la guerra, la Germania smise di consegnare e di fabbricare armi per la Svizzera, che da quel momento le produce autonomamente. Finita la guerra, da settembre 1918 a maggio 1933, le pistole Parabellum svizzere di ordinanza Modell 1906 (o Pistole 1900/06), vennero prodotte ed assemblate in Svizzera, dalla Waffenfabrik Bern (W+F), per un totale di 17'874 pezzi.
Da giugno 1933 a novembre 1949, le Parabellum svizzere prodotte furono modificate alla versione Modell 06/29, con mire migliorate e giunti rafforzati nel ginocchiello. Costruite ed assemblate interamente a Berna, le pistole 06/29 rimasero in servizio all'esercito svizzero ben oltre l'adozione della nuova pistola (la SIG SP 47/8 cal. 9 Parabellum, designata il 14 ottobre 1948 come Pistole 9 mm M49), e finanche negli anni Sessanta.

### Stati Uniti e altri paesi
Il 16 aprile 1901, a seguito di test americani particolarmente soddisfacenti tenutisi alla Springfield Armory, la Commissione del US Army acquistò 1'000 esemplari di pistola Modell 1900 con canna da 120 mm, marcati con il simbolo American Eagle sopra la camera di scoppio, e ne distribuì una parte alla cavalleria per i test sul campo, mentre le rimanenti furono assegnate ad artiglieri e ufficiali di stanza a West Point. Negli Stati Uniti, la pistola Luger fu importata inizialmente da Georg Luger in persona, poi dall'agente Hans Tauscher della DWM, fino allo scoppio della prima guerra mondiale. E nonostante le autorità statunitensi registrassero le pistole importate come "Borchardt-Luger", Tauscher nelle sue campagne di marketing usò sempre e solo il nome Luger. Le pistole importate in America venivano stampigliate con l'aquila americana e trovano oggi terreno fertile tra amatori e appassionati. Per ulteriori test, nel 1902 furono ordinate altre cinquanta Luger P00, sempre in 7,65 Luger (o .30 Luger, con la calibratura americana), ma stavolta con canne da 100 mm (4"). Gli USA acquistarono svariate Luger negli anni (di vari modelli) e anche i diritti per produrla nel secondo dopoguerra, oltre ad accettare vari brevetti nazionali, ma la pistola Parabellum non fu mai adottata come ordinanza da nessuno dei corpi militari, eppure fu un gran bottino di guerra dei soldati in Europa, sia nella prima che nella seconda.
Vari modelli commerciali e non della Modell 1900, furono esportati in quantità non trascurabili. Tanti paesi la testarono o la acquistarono in piccole quantità (20 ÷ 1500 unità) per i test sul campo: tra questi, Austria, Brasile, Bulgaria, Canada, Cile, Lussemburgo, Norvegia, Paesi Bassi, Portogallo, Russia e Spagna; anche la Svezia, nel 1903 e 04, testò la Luger P00, ed alcuni di questi paesi poi la adottarono (anche modelli diversi) per le loro forze armate.

### Modello Carabina

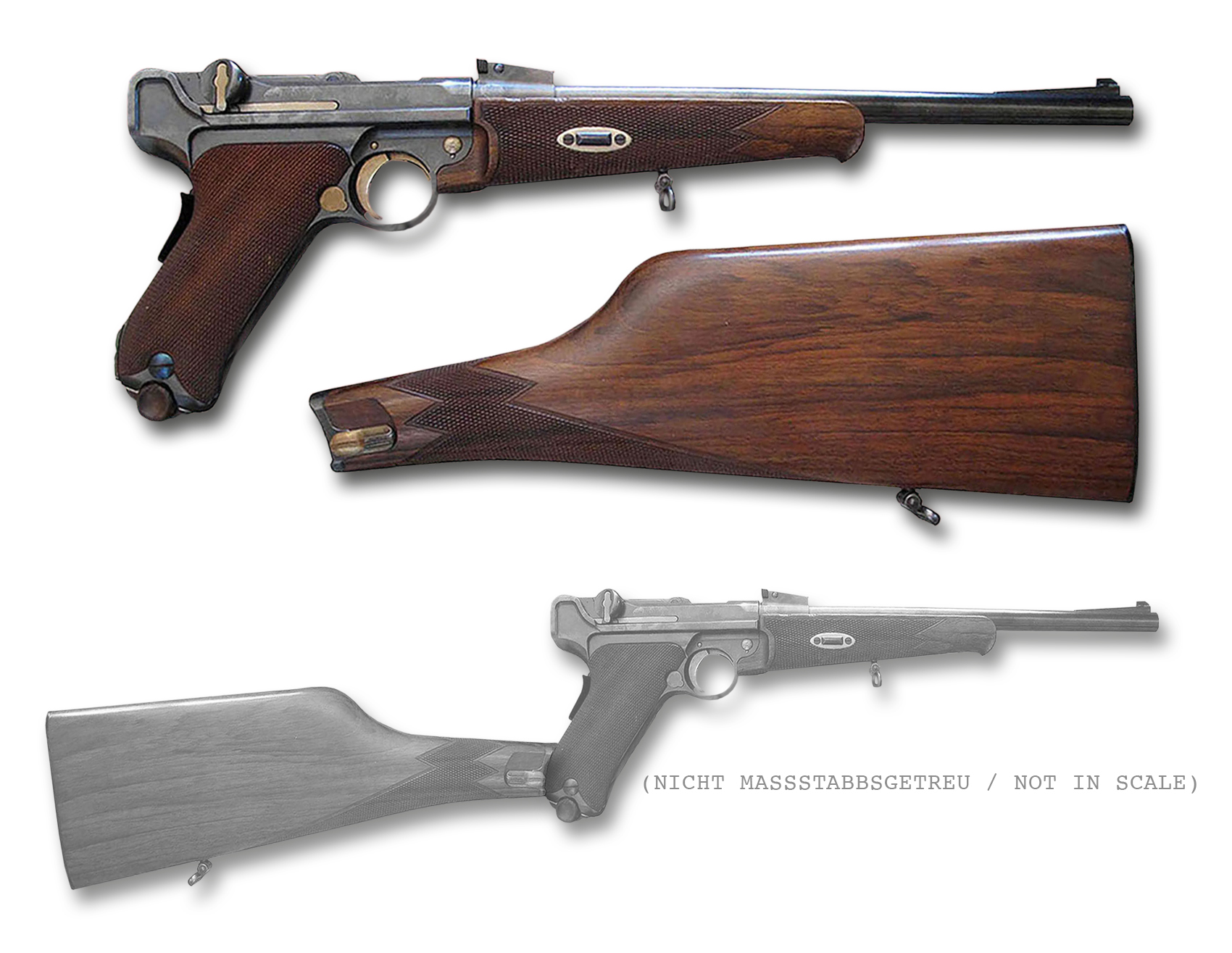
Luger Carabina (1899)

Circa nel 1904 fu introdotta anche una delle varianti più costose e ambite della Parabellum, la "Luger Carabina" (Selbstlade-Karabiner), derivata inizialmente dalla Modell 1900 con canna da 280 mm (11") in calibro 7,65 mm Parabellum, ed un mirino con tacche da 100, 200 e 300 metri, e poi anche dalla 1902, ma sempre in 7,65 mm. Questo modello appassionò sicuramente il Kaiser tedesco Guglielmo II, il quale non poteva maneggiare i fucili da caccia normali, a causa di una deformità al braccio sinistro, ma era un instancabile cacciatore di cervi (nella sua tenuta). Il modello carabina fu prodotto e acquistato in gran numero anche negli Stati Uniti, e marchiate sulla camera di cartuccia con l'aquila americana (IMG.jpg).
Nel 1920 e in quegli anni, la produzione di carabine fu riavviata, ed alcuni modelli erano dotati anche di canne fino a 600 mm.

## Modell 1902 (P02) "9 mm"

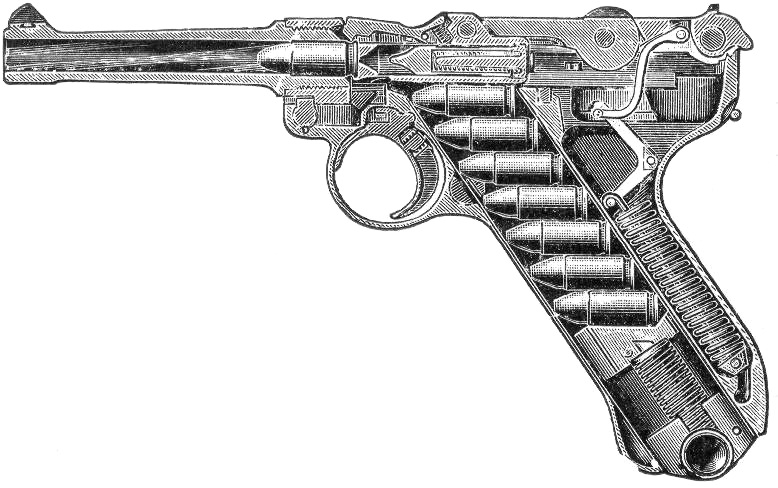
Schema della Luger in 9 mm

Nel 1902 la DWM introduce una versione leggermente migliorata della P00 con la designazione Modell 1902. Questa è l'arma che porta la cameratura per la nuova munizione da 9 mm, la "9 Luger", poi diventata la cartuccia più popolare e utilizzata al mondo fino ad oggi, la famosissima 9 × 19 mm Parabellum, usata sulla pistola con la nuova canna accorciata a 100 mm e rigature a 6 linee destrorse (contrapposta alla precedente con 4 linee).
Gli ufficiali dell'esercito americano, nel 1904 ordinarono cinquanta nuove pistole P02 in calibro 9 mm, per fare altri test, ma non adottarono questa cartuccia fino al 1985, con la Beretta M9.

## Modell 1904 (P04) "Navy"

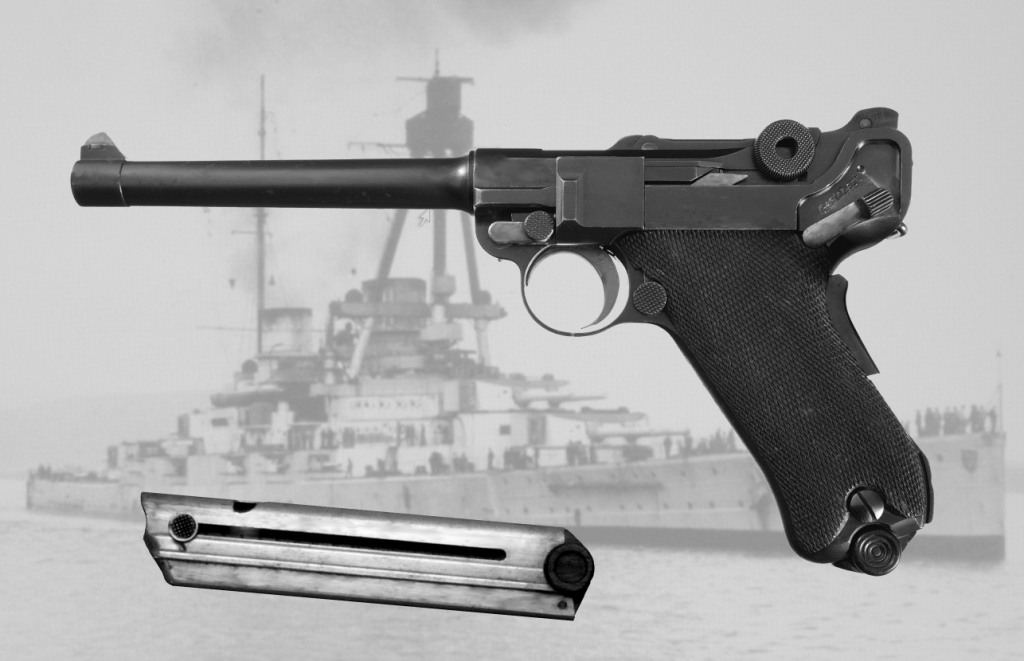
Navy Luger della "prima serie"

Nel 1904 la deutsch Kaiserliche Marine (Marina Imperiale tedesca) adotta ufficialmente la pistola Luger 1904 in calibro 9 mm con canna da 150 mm (6") e tacca di mira a due pre-regolazioni di alzo, per i tiri da 100 e 200 metri, nella designazione di Selbstladepistole Modell 1904, variante nota negli Stati Uniti col nomignolo Navy Luger . Ma i primi 2000 esemplari forniti, tra agosto 1905 e marzo 1906, nella fretta della richiesta del Reichs Marine Amt (RMA - Ufficio Marina del Reich), erano composti anche da armi per così dire del "vecchio tipo", con fusto della P02, sicura dorsale (poi eliminata), sicura manuale ad attivazione con leva alzata (poi invertita), e almeno le prime 20 (ma forse anche più esemplari) senza la tacca di mira graduata. Successivamente, anche la P04 Navale fu aggiornata sia col castello più corto e il fusto della P08, sia con la stessa molla elicoidale della Neues Modell (nuovo modello) nelle produzioni post 1906, al fine di perfezionare il progetto. Ma in effetti, le prime pistole ad essere convertite con la molla elicoidale, furono proprio le Modell 1904, come richiesto dall'Olanda e ordinate a novembre del 1904. La designazione era "Pistool Parabellum 9 m.m. (Hollandsch model)", dai disegni trovati presso la Artillerie-Inrichtingen di Hemburg, che indicavano anche la modifica all'avvisatore di sicura con la scritta RUST e la freccia antioraria (oltre ad altri particolari).
La produzione totale delle pistole Navy Luger con canna da 150 mm, resta molto molto bassa rispetto ad altri Modell Parabellum prodotte, con un totale di soli 32-38'000 esemplari ufficiali realizzati. Per di più, alla fine della grande guerra, il trattato di Versailles vietò alla Germania l'uso di pistole con canna superiore a 100 mm, e ciò impose la conversione di molte Parabellum della Marina, alle canne inferiori di 100 mm (~ 98 mm); questo è motivo ulteriore alla rarità di questo modello nella sua forma originale.
Tuttavia, la P.04 (quella civile, col puntino tra lettera e numeri) è stata prodotta in notevoli esemplari per il mercato civile, e tra le versioni commerciali e quelle ex-militari o di magazzino, riassemblate nel corso del primo e del secondo dopoguerra (con probabili cannibalizzazioni), alcune risulteranno avere anche la canna da 120 mm in 9 mm. Nel commercio dal secondo dopoguerra, vengono venduti (o spacciati) come Navy Luger, anche armi che non lo sono: le caratteristiche del mirino a doppia regolazione e la canna da 150 mm, dovrebbero considerarsi un obbligo minimo imprescindibile per valutarne l'originalità, oltre ovviamente ai marchi e i punzoni specifici ed ufficiali, nelle varie posizioni (es, la M coronata, ai lati della camera di cartuccia, ecc).
La Modell 1904 (originale) è e resta una tra le pistole autocaricanti di ordinanza, con la maggior lunghezza di canna, mai costruite e adottate dal 1900 ad oggi.

## Modell 1906 (P06) "Neues Modell"
Nel 1906, Georg Luger introdusse una nuova versione ufficiale della pistola, conosciuta come Modell 1906 o Neues Modell (letteralmente 'nuovo modello'). Questa revisione, sostituiva il vecchio otturatore, il percussore e l'estrattore (con segnale di arma carica), i vecchi nottolini di apertura con quelli piani e totalmente zigrinati, quindi la scomparsa del bloccaggio di sicurezza del ginocchiello sul nottolino destro, il ritorno al grilletto stretto ma centrale e la relativa guardia (più stretta), la sostituzione della vecchia molla a lamina con quella elicoidale (che forniva una superiore in affidabilità), ed infine l'accorciamento del castello con relativo accorciamento di 2 mm della filettatura della canna (spesso interpretato erroneamente come un accorciamento della canna). Tutte modifiche che erano già state applicate al Modell 1904 di nuova produzione. E dato che tutti gli esemplari di Luger costruiti dopo il 1906, presentano la molla elicoidale, tutte le Parabellum prodotte dopo il 1906 (di qualunque modello, anche precedente), sono tutte Neues Modell. Le pistole più vecchie ancora in servizio nell'esercito tedesco, furono aggiornate al nuovo standard.
Questo nuovo modello è stato venduto anche al Impero Russo.

### Luger 45 in USA

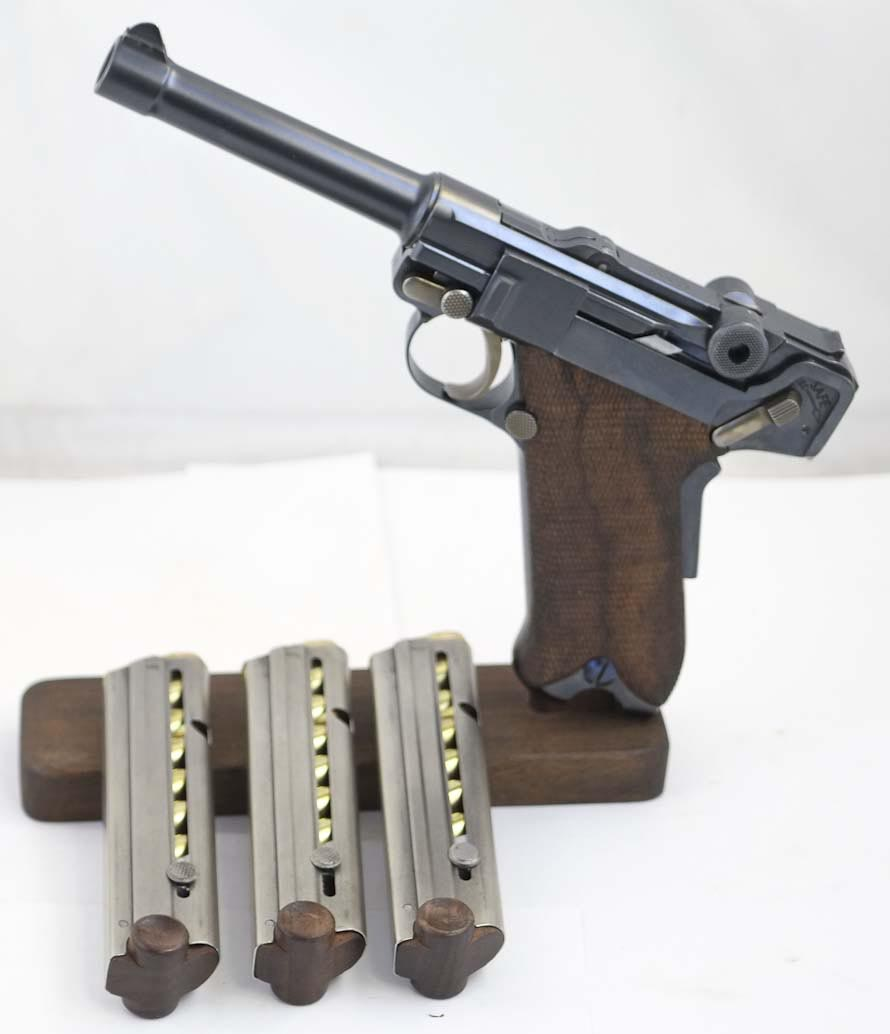
Replica di una Luger 45 testata in USA nel 1907

Ancora nel 1906, gli Stati Uniti stavano valutando varie pistole semiautomatiche, di origine americana e non. La Springfield Armory aveva già acquistato in precedenza alcune pistole Luger, camerate in entrambi i calibri 7,65 e 9 mm, per i test degli anni precedenti, ma le autorità avevano scartato quelle munizioni, in quanto, secondo loro, di potere d'arresto insufficiente per uso militare: i rapporti negativi e deludenti delle cartucce a polvere nera in calibro 9 mm (.38 LC), usate nei revolver dalle forze armate nella guerra filippino-americana tra il 1899 e il 1902, assieme al risultato dei test del 1904 condotti da Thompson e LaGarde, spinse i vertici militari a richiedere una nuova pistola automatica di calibro maggiore, almeno 45 centesimi di pollice (11,43 mm). Intorno al 1905 fu John Browning a ideare e sviluppare la .45 ACP e la relativa arma Modello 1905, portata ai test del 1907. Così, tra il 1906 e il 1907, l'Esercito Americano condusse altre prove per pistola autocaricante di grosso calibro, ed uno dei test coincise con la quarta ed ultima prova della Luger in America. 

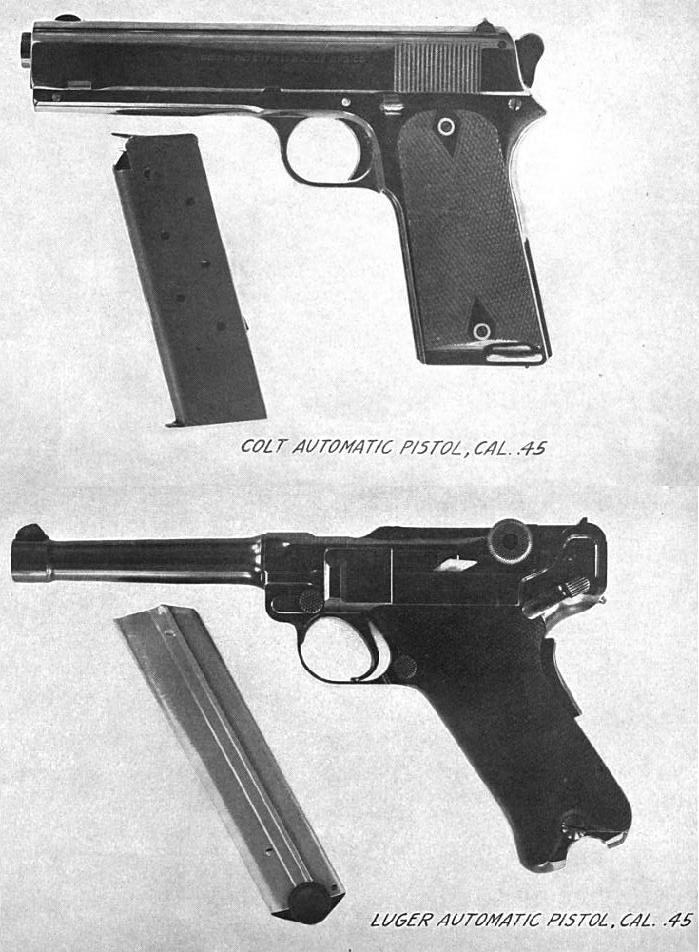
Confronto tra la Colt 1905 e la Luger, entrambe in .45 ACP

Almeno due pistole Modell 1902/06, opportunamente scalate in dimensione per accogliere la munizione .45 ACP, furono prodotte (probabilmente) e portate negli Stati Uniti personalmente da Georg Luger per i test di marzo/aprile. Prima dei test, l'arsenale di Frankford gli aveva fornito 5.000 munizioni calibro .45 per poter camerare la pistola, ma avendo trovato difetti nelle cartucce americane, Luger sostituì la polvere originale con una a combustione più rapida (più comune in Europa e non presente in America), e i bossoli appositamente riprodotti in ottone più spesso; le autorità statunitensi furono costrette a produrre nuove munizioni per i test del 1907, ma comunque diverse da quelle proposte dall'ingegnere tirolese, che comunque portò ai test 746 munizioni personalizzate e due pistole "Luger 45" con numeri seriali #1 e #2. La Luger 45 passò con successo le prove, tuttavia fu considerata inferiore alla Colt 1905 e superiore alla Savage 1907, per numero totale di malfunzionamenti, anche se le autorità dovettero constatare il miglior funzionamento con le munizioni fatte da Luger. In definitiva, nessuna delle armi testate nel 1907 furono mai accettate dall'esercito USA.
| RISULTATI DEI TEST DEL 1907 | RISULTATI DEI TEST DEL 1907 | RISULTATI DEI TEST DEL 1907 | RISULTATI DEI TEST DEL 1907 | RISULTATI DEI TEST DEL 1907 | RISULTATI DEI TEST DEL 1907 | RISULTATI DEI TEST DEL 1907 | RISULTATI DEI TEST DEL 1907           |
| ARMA                        | COLPI SPARATI               | FUNZIONI MECCANICHE FALLITE | SPARI MANCATI               | SPARI INCEPPATI             | ORIGINE MUNIZIONI           | CONCLUSIONI RAGGIUNTE       | CONCLUSIONI RAGGIUNTE                 |
| ARMA                        | COLPI SPARATI               | FUNZIONI MECCANICHE FALLITE | SPARI MANCATI               | SPARI INCEPPATI             | ORIGINE MUNIZIONI           | % DI SUCCESSO               | ESITO FINALE                          |
| --------------------------- | --------------------------- | --------------------------- | --------------------------- | --------------------------- | --------------------------- | --------------------------- | ------------------------------------- |
| LUGER                       | 225                         | 8 (3,5%)                    | 4 (1,7%)                    | 17 (7,5%)                   | Frankford Arsenal           | 924 / 971 (95,5%)           | Rigettata Nessuno sviluppo            |
| LUGER                       | 746                         | 4 (0,5%)                    | nessuno                     | 14 (1,9%)                   | Luger, DWM                  | 924 / 971 (95,5%)           | Rigettata Nessuno sviluppo            |
| SAVAGE                      | 631                         | 12 (1,9%)                   | 22 (3,5%)                   | 9 (1,4%)                    | Frankford Arsenal           | 840 / 891 (94,3%)           | Rigettata Destinata al mercato civile |
| SAVAGE                      | 250                         | 6 (2,4%)                    | 2 (0,8%)                    | nessuno                     | Commerciali                 | 840 / 891 (94,3%)           | Rigettata Destinata al mercato civile |
| COLT                        | 604                         | nessuno                     | 1 (0,2%)                    | 24 (4,0%)                   | Frankford Arsenal           | 874 / 904 (96,7%)           | Adozione Riprogettata come M1911      |
| COLT                        | 300                         | 2 (0,6%)                    | nessuno                     | 3 (1,0%)                    | Commerciali                 | 874 / 904 (96,7%)           | Adozione Riprogettata come M1911      |

La DWM e Luger rifiutarono il seguente invito da parte dell'esercito, a produrre altre duecento pistole in calibro .45 per ulteriori test contro i modelli Colt e Savage, e in quel modo sancirono il loro definitivo ritiro dalla competizione.
Il destino della Luger 45 numero #1 è ignoto - non fu mai restituita - e ciò fa pensare che fosse divenuta inservibile o distrutta durante i test. La #2, probabilmente l'arma di scorta per i test, sopravvisse alla prova del 1907 e si trova attualmente in una collezione privata. La sua rarità le conferisce un prezzo che oscillava attorno al milione di dollari, quando fu registrato l'episodio Million Dollar Guns, della serie Tales of the Gun, su History Channel. Almeno altre due pistole in calibro .45 furono prodotte successivamente e vendute a privati: una è esposta alla R. W. Norton Art Gallery di Shrevport, Louisiana. L'altra è stata venduta nel 2010 e si trova attualmente in una collezione privata. È nota l'esistenza di una sola Luger 45 in versione carabina.
Potendo sfruttare i blueprints originali usati dalla DWM, per la produzione dei modelli testati dall'esercito USA nel 1907, l'azienda americana LugerMan, produce oggi una perfetta riproduzione della versione Luger in .45 ACP.

### SelbstladegewehrM1906
Il Selbstladegewehr M1906 fu un tentativo di produrre un fucile semiautomatico usando lo stesso meccanismo di ritardo a ginocchiello impiegato nella pistola Parabellum. Oggi esiste un solo fucile, numero seriale 4, forse costruito da Luger in persona. La descrizione del pezzo all'asta menzionava il brevetto #4126 del 1906 applicato specificamente al fucile numero 4. Il fucile era camerato per la munizione 7,92 × 57 mm Mauser, con una calciatura che ricordava quella che sarà poi usata negli anni Trenta per i K98k.

## Modell 1908 (P08)

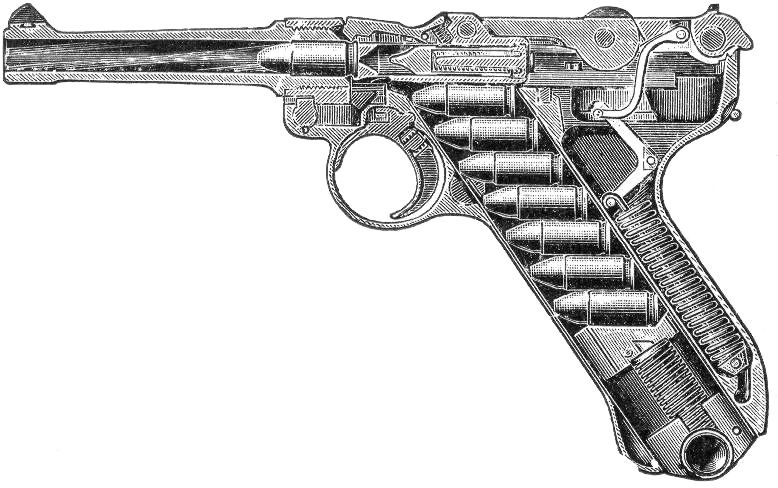
Illustrazione parte del brevetto, della versione P08 in calibro 9 mm Parabellum.

Nel 1908, l'Esercito tedesco adotta la Luger DWM come Pistole Modell 1908 (P08) per rimpiazzare il Reichsrevolver M1879 allora in servizio. La P08 incorporava diverse modifiche, che i vertici dell'esercito avevano richiesto a Georg Luger: la sicura sulla impugnatura, presente nei precedenti modelli, fu rimossa, mentre venne aggiunto un gancio per l'attacco del calcio; la canna fu accorciata da 120 a 100 mm e camerata per la 9 mm Parabellum (N° di catalogo DWM 278F), con ogiva troncoconica da 123 grani (8 g), pensata per aumentare il potere invalidante dei colpi sparati rispetto al classico proiettile incamiciato. Assieme alla modifica delle mire (la linea di mira era divenuta corta 196,4 mm) e l'aggiunta di un dispositivo di hold-open, la P08 avrebbe servito l'esercito tedesco come arma da fianco per tutta la prima guerra mondiale, supportata da altre due pistole, le Mauser C96 e M1914. Oltre 2.000.000 di Luger furono impiegate dalle forze tedesche tra il 1914 e il 1918.
Nel 1913, la Bolivia adotta la Luger DWM in 9 mm Parabellum, come arma da fianco per gli ufficiali; la commessa era di 500 pistole ed ognuna con lo stampiglio Ejercito Boliviano sopra la camera di scoppio.

### LP08 (Parabellum Artiglieria)
La Lange Pistole 08 fu prodotta ufficialmente dal 1914 al 1918 (con la fine del conflitto mondiale), dalla DWM e dal Arsenale militare di Erfurt, per i reparti di artiglieria. A volte viene nominata anche Pistole Modell 1908/14. 

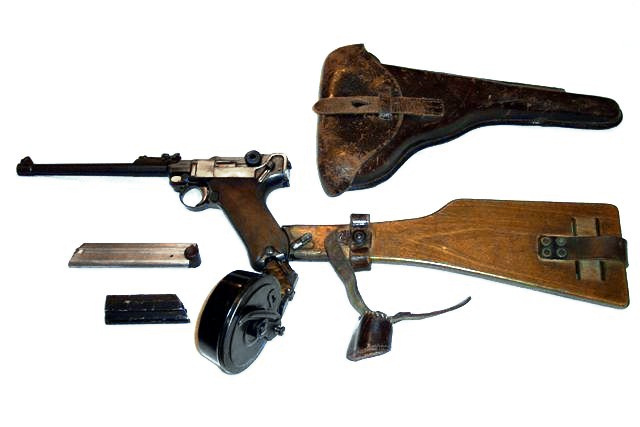
Parabellum LP08 con caricatore a tamburo da 32 colpi e calcio rimovibile.

Nel 1911, il Kriegministerium (Ministero della Guerra) ritenne fosse tempo di soddisfare le richieste della Feldartillerie (Artiglieria da campo), dando mandato alla Gewehr-Prüfungskommission (Commissione d'esame Armi) di studiare nuove modifiche alla pistola di ordinanza P08. Lo studio terminò con l'adozione, il 3 giugno 1913, della LP08, che sarà soprannominata e più conosciuta come Parabellum Modello Artiglieria (Parabellum-Artilleriemodell); una pistola lunga o a lungo raggio, con canna da 200 mm (8 inch) in calibro 9 mm e calciolo di legno, disegnata più per le esigenze dei reparti di Artiglieria, un po' pesante (1230 g carica di 8 colpi) ma usata anche dai reparti di Fanteria e della neonata Aviazione. Fu autorizzata dal Kaiser il 2 luglio 1913 e prodotta dalla DWM in unità di 50 pezzi, per il collaudo e la presentazione.
La Lange Pistole 08 è dotata di una tacca di mira tangente a 8 posizioni (da 100 a 800 m) situata sulla culatta della canna, e di una fondina in pelle del tipo adottato anche dalla marina. In caso di combattimento, la pistola poteva essere usata come una carabina corta, agganciando il calcio tramite l'apposita guida situata nella parte bassa dell'impugnatura. La tacca di mira è adatta a compensare la deriva laterale in traiettoria lunga, data dalla rotazione del proiettile.
Anche se l'arma era stata inizialmente pensata per i serventi di artiglieria, che non potevano portarsi dietro l'ingombro di un G98 (o anche K98), l'arma venne usata in quantità anche dall'aviazione tedesca (prima che fossero disponibili mitragliatrici montate sugli aerei) e dall'esercito durante la Prima guerra mondiale. Le Stoßtruppen (truppe d'assalto) usavano frequentemente la LP08 con il nuovo caricatore esteso da 32 colpi (Trommelmagazin, letteralmente 'caricatore a tamburo'), ma nel 1918, le unità tedesche avevano ormai adottato il nuovo MP 18 per le operazioni d'assalto; tuttavia, la produzione della LP08 aveva raggiunto dei numeri tali, che nei depositi rimasero abbastanza pistole, canne ed accessori, da soddisfare la richiesta commerciale fino a buona parte degli anni 1930. Le pistole rimaste in deposito, quelle prodotte fino al 1918, furono distribuite agli artiglieri durante la seconda guerra mondiale, con nuovi calci (quando necessario), così l'arma rimase in uso fino alla fine della guerra nel 1945. La Armeria Belga di Santiago del Cile produsse anche un calcio rimovibile (noto come "calcio Benke-Thiemann") che si richiudeva attorno all'arma, eliminando la necessità di smontarlo per usare la pistola in configurazione standard. Negli anni 1930, con un piccolo contratto, varie LP08 furono assemblate su richiesta dello Scià di Persia, che cercava armi per i suoi artiglieri, e alcune di queste pistole finirono per vie traverse nelle mani della polizia thailandese.
Nel 1938, l'esercito tedesco sostituisce ufficialmente la Luger P08 con la Walther P38, ma continuò per necessità a produrla fino al settembre 1942 e ad utilizzarla per tutta la seconda guerra mondiale, nonostante la produzione ufficiale terminò nel 1929 con la chiusura della DWM.

### VoPo Luger
Nella DDR del secondo dopoguerra, la P08 fu utilizzata dalla Volkspolizei (polizia nazionale) per mantenere l'ordine nella zona di occupazione sovietica (principalmente da Ufficiali ex-nazisti), ma anche dai Betriebskampfgruppen (gruppi di combattimento della classe operaia), e venne prodotta in piccoli numeri fino al 1953. Tuttavia, le scorte di pistole nei vecchi depositi di armi, che il governo DDR controllava, diede la possibilità di assemblare molte P08 negli anni 1950 e 1960, e rivenderle alla caduta del muro. Questa variente di Pistole 1908 viene chiamata anche "VoPo Luger".

## Funzionamento e caratteristiche

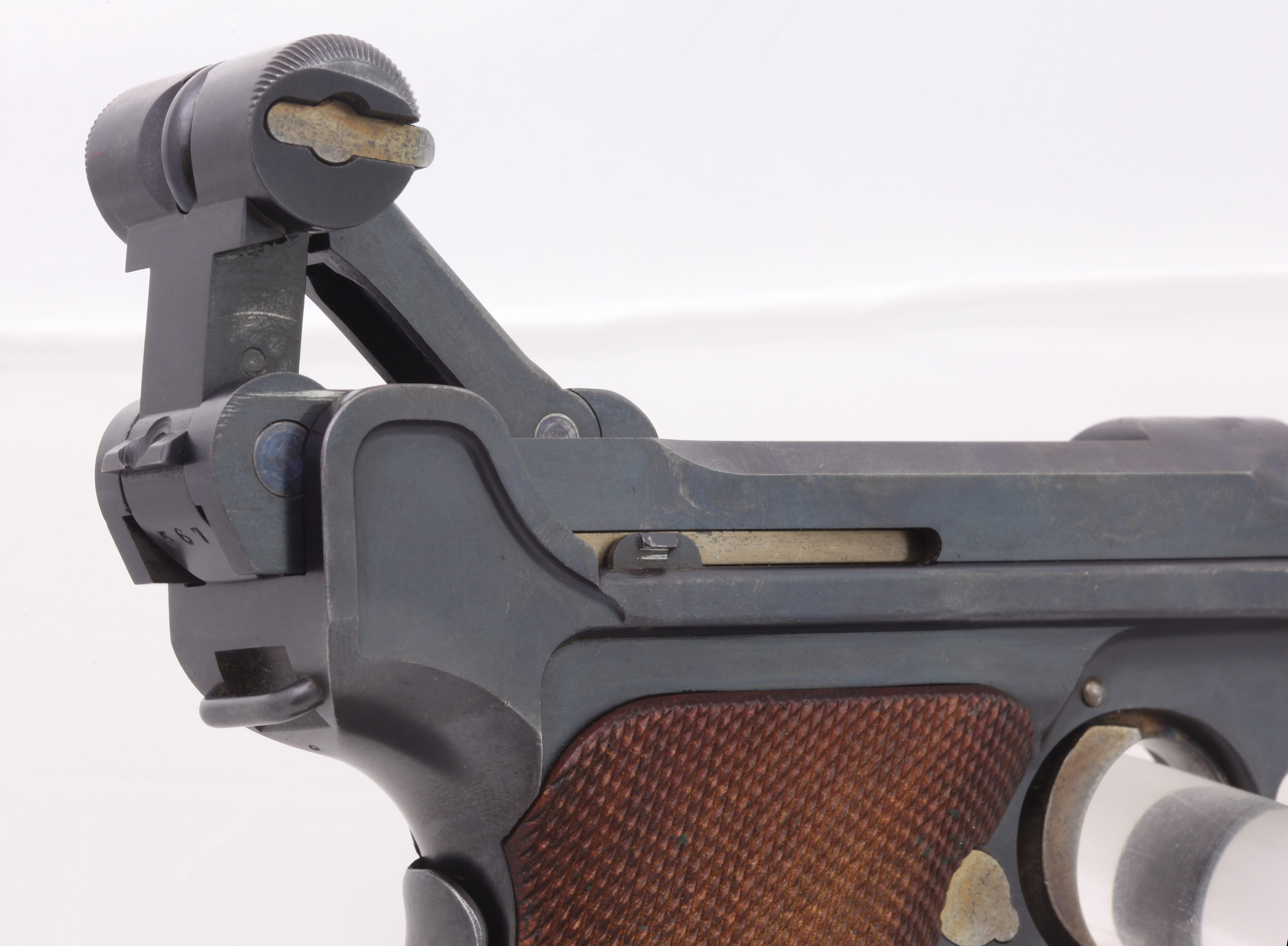
Ginocchiello della Luger

La pistola funziona usando un sistema di chiusura otturatore (detto "Borchardt-Luger"), che sfrutta un braccio snodato su tre perni, detto a ginocchiello: l'articolazione risulterà massimamente piegata o flessa (come in foto) ad otturatore aperto, e viceversa sarà tesa, stesa o dritta, ad otturatore chiuso. Il sistema per bloccare la chiusura, è dato sostanzialmente dall'articolazione, che una volta stesa, tende leggermente a flettere oltre la posizione retta; e ciò fa sì che il sistema di chiusura possa inizialmente assorbire in modo adeguato le forze di contraccolpo e di rinculo dello sparo, senza aprirsi. E questo è il funzionamento del cosiddetto sistema di ritardo a ginocchiello: un assorbimento per circa 13 mm di rinculo in cui l'otturatore resta ancora chiuso.
In contrapposizione al più classico ed economico meccanismo a carrello, usato ormai in quasi tutte le altre pistole semiautomatiche, e che però prevede spesso la canna mobile-basculante, il sistema della Luger Parabellum è costituito da due soli pezzi fondamentali (blocco "canna-forcella" e blocco "otturatore-ginocchiello") molto più solidi e fermi, che concedono all'arma quell'altissima precisione di tiro, che l'ha resa famosa da sempre.
La canna è saldamente avvitata alla testa della forcella, che può esclusivamente scorrere in moto longitudinale, arretrando solo di 13 mm, tra le grosse guide interne del fusto. La forcella ospita l'otturatore tra le sue guide interne, in modo che possa scorrere avanti e indietro, per espellere il bossolo scarico e caricare una nuova cartuccia; nella parte posteriore della forcella, tramite un grosso perno, è agganciato il terzo snodo del ginocchiello, che andrà a collegarsi con l'otturatore col primo snodo. L'insieme ricorda un cannone automatico in miniatura ed è costruito in modo notevolmente massiccio e solido. Nella parte posteriore del fusto, sono sistemate due "camme" laterati, che invitano il ginocchiello a piegarsi nello snodo centrale, per iniziare la fase del ciclo di apertura dell'otturatore, con un ritardo calcolato. Questo è il cosiddetto sistema a corto rinculo di canna con ritardo a ginochiello Borchard-Luger, derivato dal sistema Maxim.

Schema del ginocchiello - sparo ed apertura con camme

Quando viene sparato un colpo, la canna e l'otturatore, bloccati momentaneamente assieme, arretrano per circa 1 centimetro, sotto effetto del rinculo. A questo punto i nottolini del ginocchiello si interfacciano esternamente con le relative camme, sagomate nei due fianchi del fusto, forzando lo snodo a piegarsi e svincolando l'otturatore dalla canna, che prosegue il suo movimento all'indietro, estraendo ed espellendo il bossolo scarico. L'otturatore comprende il gancio estrattore e all'interno il percussore, che viene armato ad ogni arretramento. Poi, tutto il gruppo torna in posizione, sotto la forza della molla di recupero, l'otturatore sfila dal caricatore il colpo successivo, lo inserisce nella camera di cartuccia e l'intero sistema è ora in posizione armata di pronto fuoco. 
L'intera sequenza avviene in frazioni di secondo e garantisce affidabilità anche in caso di fango e detriti.
Il meccanismo fu progettato per funzionare alla perfezione, usando munizioni ad alta pressione (tipica delle 7,65 e 9 Parabellum); le cariche ridotte e/o a più bassa pressione, tipo la cartuccia .45 ACP che fu usata per i test americani, potevano risultare insufficienti e non permettere il corretto rinculo e funzionamento dell'arma. Questa tipologia di difetto risultò meno presente nelle pistole di tipo Browning-Colt (M1905 e M1911, ecc) espressamente progettate per queste cartucce, per cui il sistema Luger aveva dimostrato di essere un po' più sensibile al problema.
Le pistole Luger erano prodotte in Germania e in Svizzera con precisione assoluta, usando solamente i materiali migliori disponibili all'epoca, per questo le Luger originali erano note per avere un'elevata durabilità.
La costruzione delle Parabellum richiedeva lavorazioni specializzate, sia di macchinari che di mano d'opera esperta, perché la pistola funzionasse alla perfezione. Ma nel secondo dopoguerra, sembra esser successo spesso in USA, che assemblando con mani inesperte e con ad esempio parti non originali (tipo le cartelle laterali), alcune pistole Luger venissero rese completamente inutilizzabili; e molti poi lamentavano una scarsa qualità della Parabellum.
L'autore e appassionato Elmer Keith ha osservato più volte come la Luger sia stata ingiustamente criticata nel corso degli anni, diffamandola di inaffidabilità, ma troppo spesso a causa di esperienze negative avute usando armi assemblate con parti non compatibili al 100%. Keith fa notare come la Luger fosse invece una eccellente pistola, dotata di una precisione tra le più alte (dell'epoca), e come l'arma fosse stata adottata da un numero enorme di paesi, se paragonata alle altre pistole semiautomatiche dello stesso periodo.Tra gli altri, William B. Ruger apprezzò particolarmente l'angolo dell'impugnatura (145°), e probabilmente anche l'estetica delle Luger, tanto che usò la stessa configurazione per la sua Ruger Standard da tiro a segno.
Siccome le pistole mitragliatrici erano tremendamente efficaci nella guerra di trincea, numerosi esperimenti furono condotti su varie pistole, nel tentativo di trasformarle in armi automatiche, inclusa la Luger Parabellum, che però presentava un rateo di fuoco troppo alto (così come la Mauser C96), e che rendeva impossibile o comunque poco proficuo il suo uso a raffica continua.

## Munizioni
La cartuccia 7,65 Luger fu ideata da Luger espressamente per poter costruire la pistola autocaricante con sistema Borchardt-Luger. Doveva essere una cartuccia più corta rispetto alla 7,65 Borchardt, proprio per poter accorciare la corsa del lungo otturatore a ginocchiello, e trovare così anche l'insieme delle forme che si vedono sul modello finito, nonostante alcune piccole modifiche finali, rispetto al disegno del brevetto.

## Periodo interbellico e produzione commerciale
Dal 1919 la DWM ricostruì molte Parabellum per il mercato civile e l'esportazione, usando mix di parti nuove e vecchie rimanenze (canne incluse). Queste vendite aiutarono la DWM a scongiurare il fallimento dopo la firma dell'armistizio. La maggior parte di queste pistole erano camerate per il 7,65 Parabellum e solo una parte fu convertita in 9 mm. Le parti di nuova produzione venivano numerate in accordo con i castelli già esistenti, così da assicurare che rimanessero assieme (siccome erano rifinite a mano in modo preciso). Si stima che diverse migliaia di pistole siano state assemblate e vendute tra il 1919 e il 1923, ed alcune dotate di canne con lunghezza personalizzata alle richieste dell'acquirente. Molte pistole commerciali (1919-1920) furono importate in USA da aziende quali Abercrombie & Fitch, Pacific Arms e A. F. Stoeger. E proprio nel 1923, la Stoeger cominciò ad importare le pistole della DWM, stampigliate con la scritta "A.F. Stoeger Inc - New York" e "Germany". Erano anche marchiate dai calibri .30 Luger e 9 Luger, con canne di lunghezza variabile tra i 3 e i 24 pollici (~ 75 e 600 mm). Queste armi furono anche le prime a portare il nome Luger  stampigliato su un lato del castello (marchio acquistato e registrato nel 1929, proprio dalla Stoeger).
Sempre nel 1923, la DWM firmò anche un contratto con cui si impegnava a fornire una modesta quantità di pistole alla Finlandia (circa 8 000 pezzi, denominazione m/23), ai Paesi Bassi e alla Svezia.
Fino al 1930, la DWM continuò a esportare sia le P08 che i vari modelli commerciali in Europa ma anche oltreoceano, in America e nell'estremo Oriente. Sebbene mai adottata ufficialmente dalle forze nazionaliste, tutte le varianti della Luger erano particolarmente apprezzate dagli ufficiali cinesi e dalle forze di guerriglia. Nel 1924, subito prima dello scoppio della Guerra civile cinese, una rivista di armi portatili pubblicata in Cina, riportava che la Luger era "... l'arma preferita tra gli ufficiali e le forze di polizia [...]".
Nel 1930 la Mauser subentrò alla DWM nella produzione delle Luger Parabellum, mentre altre armi vennero prodotte come sottocontratto da Simson e Krieghoff.
Molte P04 e P08 rimasero in servizio presso le forze tedesche per tutta la Seconda guerra mondiale. Verso la fine del 1937 (a partire dai blocchi seriali t e u) la Mauser abbandonò il processo di bluitura e doratura per i dettagli, scegliendo di brunire invece l'intera arma in un unico processo. Nel 1941 alcune pistole cominciarono a essere dotate di guancette in bachelite nera per ridurre i costi e i tempi di produzione. A distanza di anni, queste pistole furono ribattezzate Black Widows ('vedove nere').

## Seconda guerra mondiale

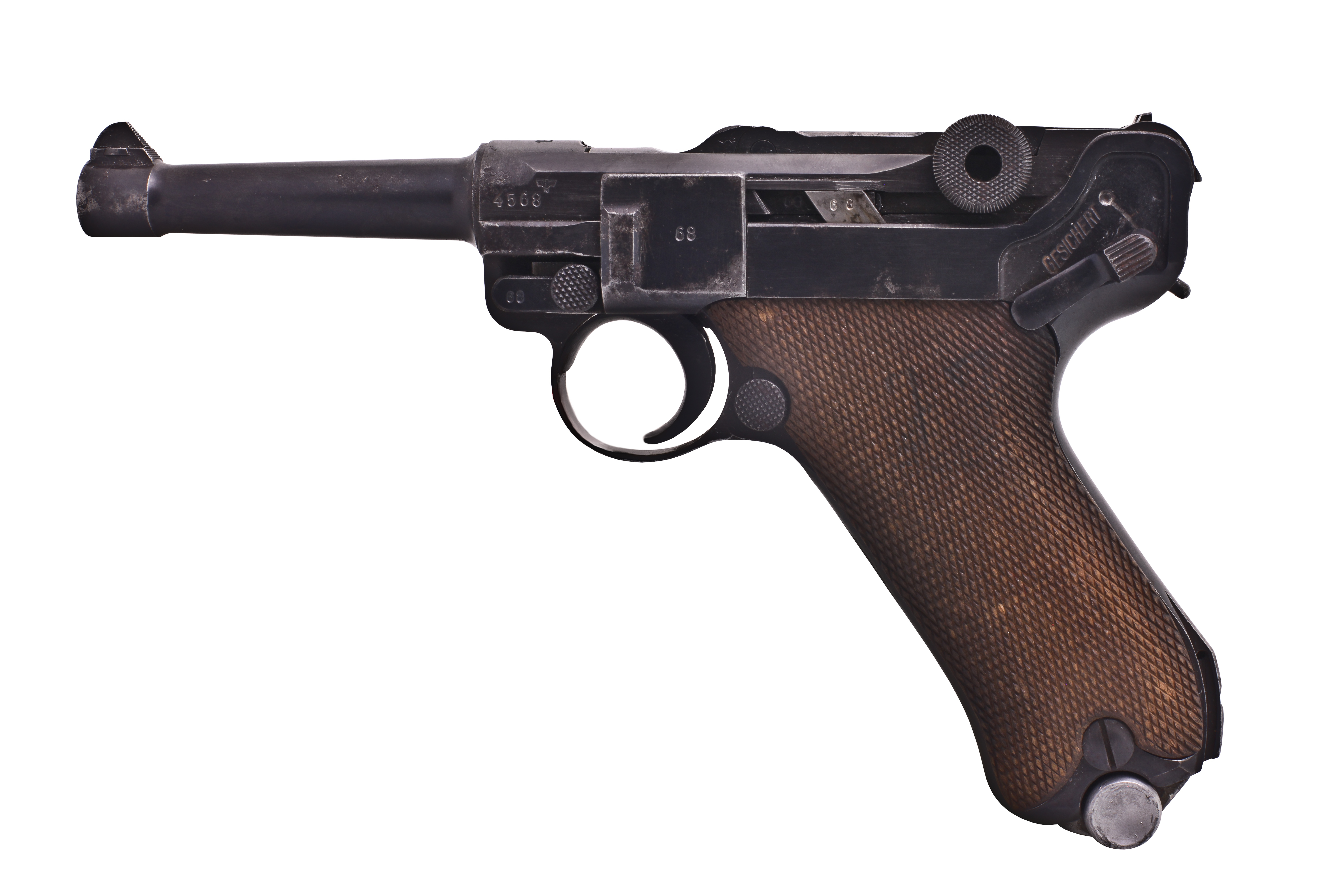
Pistola di ordinanza del Terzo Reich.

La P08 fu tecnicamente rimpiazzata dalla Walther P38 in servizio attivo nel 1938, ma la crescente domanda di armamenti in tempo di guerra non permise di interromperne la produzione della Mauser fino al dicembre 1943. La produzione della Mauser fu integrata con un piccolo contratto per la Krieghoff nel 1935 per la produzione armi destinate alla Luftwaffe; un secondo contratto per altre 15.000 pistole era ancora incompleto quando la Krieghoff interruppe la produzione agli inizi del 1944. La Wehrmacht accettò l'ultima consegna di P08 dalla Mauser nel novembre 1943. Altre 4.000 pistole assemblate dalla Mauser nel dicembre dello stesso anno furono vendute al Portogallo che le designò Model 943. L'esercito tedesco rifiutò ulteriori consegne di Luger e questo lasciò grandi quantità di parti nei depositi della fabbrica di Oberndorf.
Le Luger erano prede belliche molto apprezzate dai soldati alleati, in entrambe le guerre mondiali. Per questo i tedeschi usavano pistole scartate o malmesse per piazzare trappole esplosive che sarebbero scattate quando un soldato americano avesse spostato la pistola. Ci sono anche rapporti di spari accidentali causati da una scarsa conoscenza della sicura dell'arma da parte degli americani, e si citano casi (difficilmente verificabili) in cui si decise di giustiziare soldati americani in possesso di armi tedesche.
Le forze sovietiche catturarono decine di migliaia di Luger, ma si decise di non distribuirle mai alle truppe, tenendole invece nei depositi in caso di necessità.

## Il secondo dopoguerra
Sebbene la produzione della P08 fosse terminata ufficialmente nel 1943, la Luger ricomparve nel dopoguerra a causa della costante domanda di armi da parte delle forze di polizia. Nel tardo 1945 la Mauser riprese la produzione della Luger, sotto la supervisione delle forze di occupazione francesi, per armare l'esercito francese e le forze di polizia nella Germania occupata. L'assemblaggio iniziò sotto controllo francese nel giugno 1945 e continuò fino alla metà del 1946, poi i macchinari e parte del personale della Mauser vennero rilocati da Oberndorf a Châtellerault in Francia (dove si trovava la Manufacture d'Armes de Châtellerault, meglio nota come MAC), per continuare la produzione. Circa 4.000 pistole, tra cui vari esemplari di LP08, furono assemblati per conto dei francesi in numero sufficiente da giustificare la ripresa della produzione di caricatori per l'arma (durata diversi anni), direttamente in Francia. Le Luger assemblate in Francia, sono piuttosto rare e contraddistinte da una parkerizzazione grigia, dove le ultime fatte recano il nome dell'arsenale di produzione Manufacture Française d'Armes & Cycles de St. Étienne. Queste pistole sono rimaste nei depositi della Gendarmeria Nazionale francese fino agli anni Settanta.

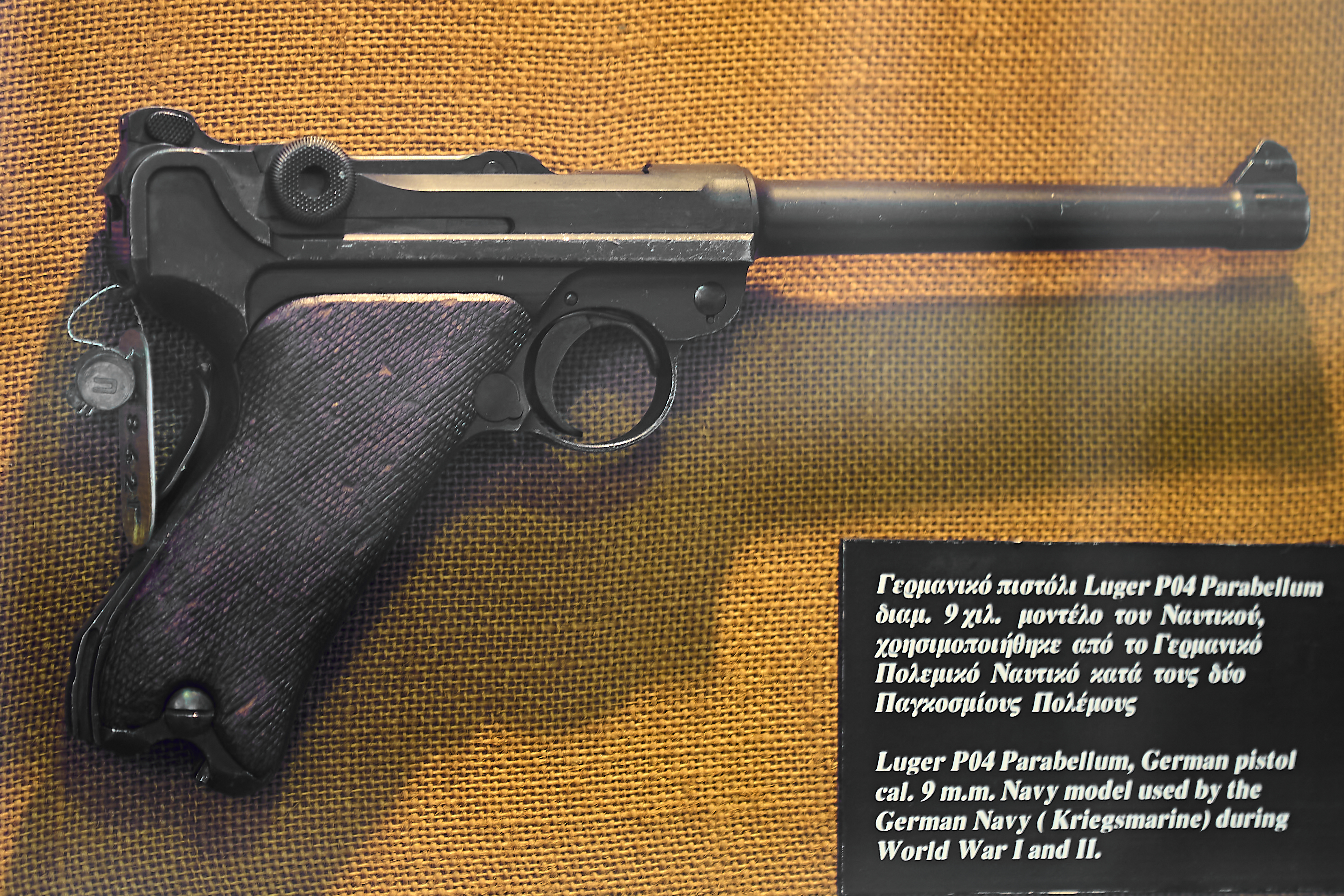
Luger P04 Navy

Altre pistole vennero invece assemblate sotto la diretta supervisione dei sovietici (nella Germania Est), per armare la Volkspolizei. Nell'immediato dopoguerra, diverse pistole Luger vennero assemblate a partire da parti di recupero e quindi con numeri seriali differenti, che venivano poi vendute come souvenir alle forze di occupazione locate in Germania. E migliaia di Luger furono riportate in patria, dai soldati americani, dopo le due guerre. Altre pistole furono assemblate direttamente in America da armaioli non sempre all'altezza ed usando parti spesso importate alla rinfusa dalla Germania. Queste pistole mostrano spesso una qualità costruttiva molto inferiore alla controparte originale tedesca e sono all'origine della falsa reputazione di inaffidabilità delle Luger. Una pistola assemblata correttamente, con parti di qualità, è al contrario estremamente affidabile, soprattutto se usata con munizioni adeguate e in grado di sviluppare la giusta pressione di funzionamento.
La svizzera continuò la produzione della Parabellum 06/29 fino al 1946. E nel 1969, dopo aver acquistato i macchinari dagli svizzeri, la Mauser Werke di Oberndorf riavviò la produzione della Luger, che terminò definitivamente nel 1986 quando fu prodotto l'ultimo modello commemorativo. Dopo il termine della produzione, varie pistole furono comunque assemblate con le parti rimanenti fino agli anni Novanta.
Le Luger sono pistole molto ricercate dai collezionisti, sia per il loro design intelligente che per la loro precisione, oltre alla ovvia correlazione con le Germanie Imperiale e Nazista. Nel suo libro The standard catalog of the Luger, Aaron Davis scrive che "dalla sua adozione, la Luger divenne un simbolo imprescindibile dell'esercito tedesco fino alla fine della seconda guerra mondiale" e che "se chiedete a un veterano del fronte occidentale quale fosse il trofeo più ricercato, la risposta che otterrete sarà sempre e comunque una Luger ". Il colonnello David Hackworth ricorda nella sua autobiografia che l'arma era ancora molto ricercata come preda bellica, perfino durante la Guerra del Vietnam, dove i vietnamiti riuscirono a produrre copie grezze della Luger con cui armare i Vietcong e le altre forze irregolari.

## Miti e finzioni
La Luger è stata usata spesso, in lavori di fantasia e finzione, soprattutto da personaggi tipicamente malvagi, a causa della sua associazione con la Germania Nazista. Ed è universalmente nota per l'uso che ne fu fatto dalle forze tedesche nella prima e nella seconda guerra mondiale, dalle forze armate della Repubblica di Weimar e infine dalla Volkspolizei della DDR.

## Utilizzatori
L'elenco sottostante indica la maggior parte dei paesi che adottarono ufficialmente la pistola (in una sua qualche versione), ma anche paesi che semplicemente la acquistarono in diversi esemplari per testarla o che la utilizzarono come arma di servizio d'ordine o da guerra, anche non ufficialmente ed anche per periodi ridotti, o che semplicemente la usarono in scontri e conflitti civili, o che la importarono per scopi commerciali interni o per import-export.

Fra i paesi che la adottarono ufficialmente, si può ricordare (oltre a Svizzera e Germania): Brasile, Bulgaria, Bolivia, Impero Giapponese, Impero Russo, Portogallo, Paesi Bassi, Repubblica di Cina, Repubblica di Finlandia, Repubblica di Lituania, Repubblica di Lettonia, Unione Malese. 
- Germania[65]
  -  Impero Tedesco[55]
  -  Repubblica di Weimar[55]
  -  Germania Nazista[55]
  -  D.D.R.[10][58]
- Algeria[66]
- Austria[67]
- Bolivia[67][68]
- Brasile[11]
- Bulgaria[69]
- Repubblica di Cina[70]

- Repubblica di Georgia[71]
- Impero Giapponese[10]
- Francia[67]
- Finlandia[72]
- Grecia
- Grenada[73]
- Indonesia[74]
- Stato Imperiale dell'Iran[10]
- Lussemburgo[19]
- Malta[19]
- Paesi Bassi[67]

- Libano
- Libia[75]
- Nuova Zelanda[76]
- Norvegia[77]
- Palestina[58]
- Portogallo[78][79]
- Polonia
- Romania
- Federazione Russa[19]
- Spagna[72]
- Unione Sovietica[58]

- Svezia[19]
- Svizzera[72]
- Turchia[79]
- Thailandia[80]
- Regno Unito[81]
- Stati Uniti[19]
- Esercito Repubblicano Irlandese
- Forze Libanesi[82]
- Organisation armée secrète[83]
- Partigiani Jugoslavi[84]
- Z.A.N.L.A.[85]

## Conflitti
Ribellione dei Boxer
Prima guerra mondiale
Rivoluzione di Novembre
Guerra d'indipendenza irlandese
Guerra civile finlandese
Guerra civile irlandese
Guerra del Chaco
Guerra civile spagnola
Seconda guerra mondiale
Seconda guerra sino-giapponese
Guerra d'indipendenza indonesiana
Guerra civile cinese
Guerra d'Indocina
Guerra di Corea
Guerra d'Algeria
Guerra del Vietnam
Guerra coloniale portoghese
Guerra civile in Rhodesia

## Galleria d'immagini

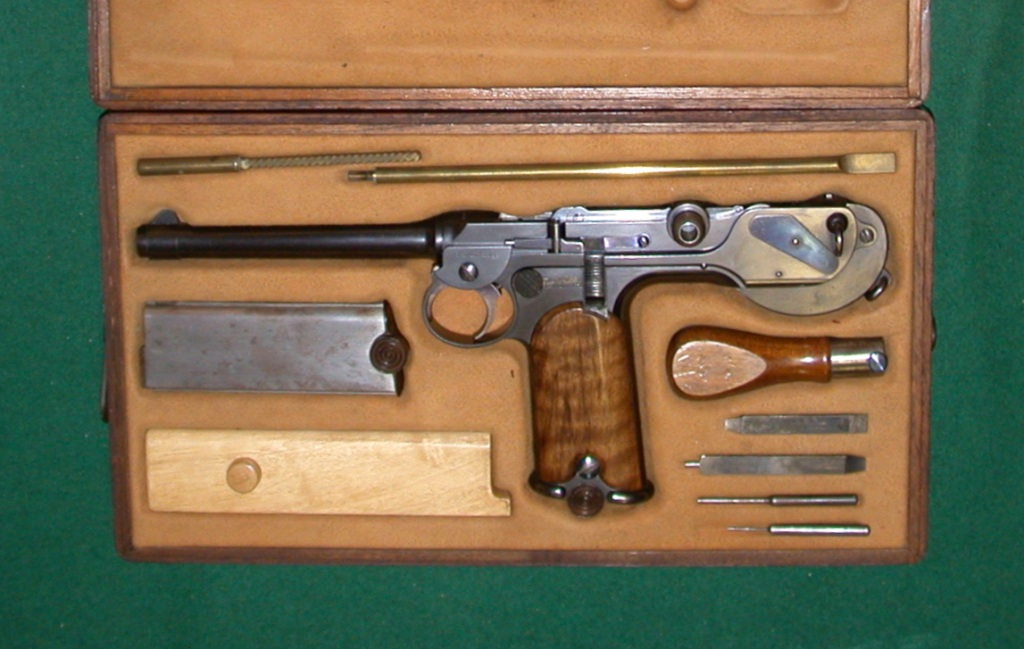
Borchardt C93 nella scatola
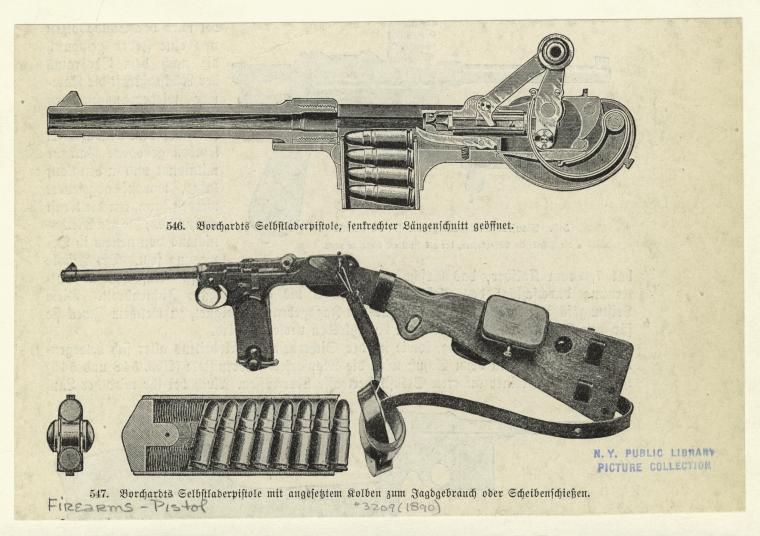
Disegni della Borchardt C93
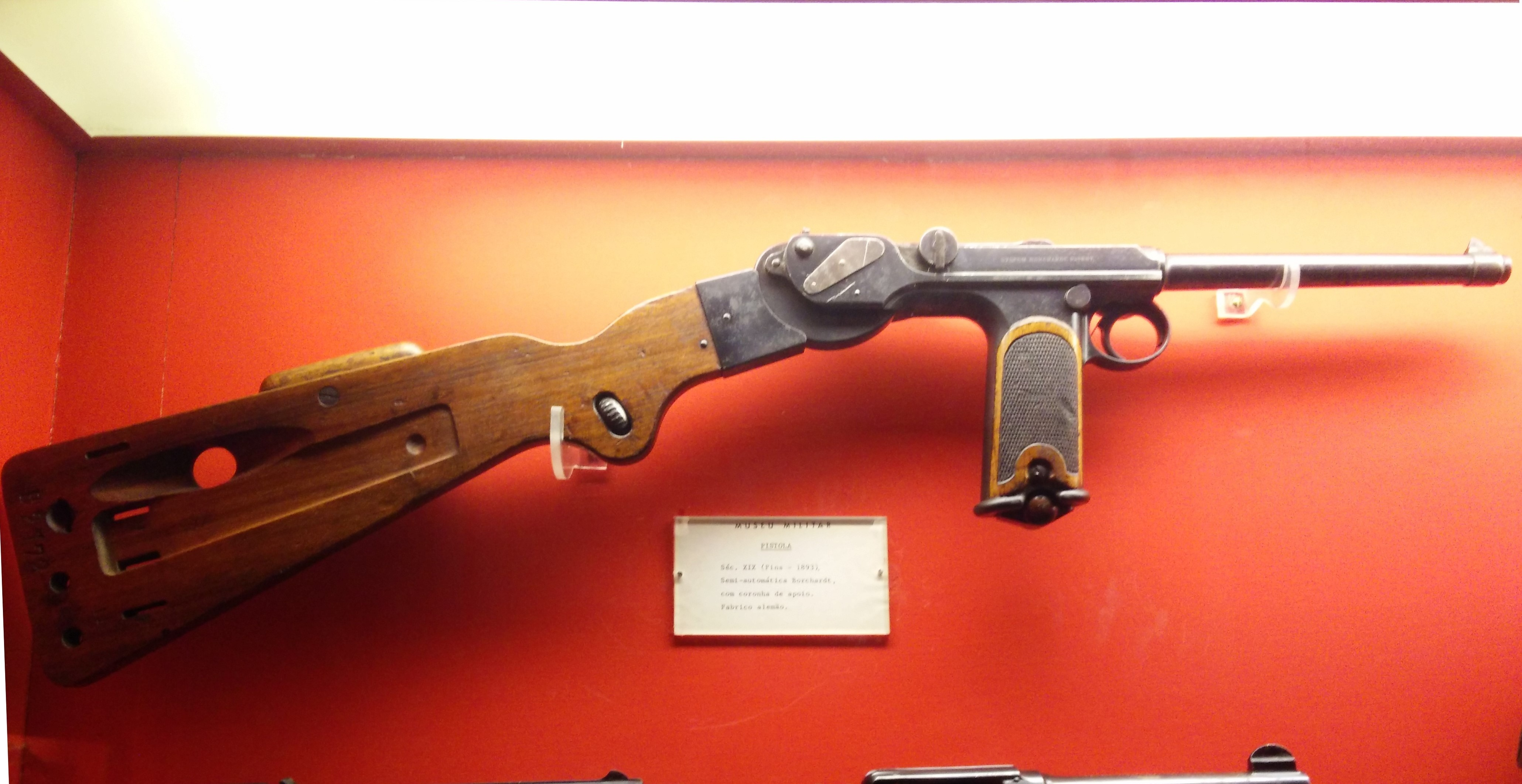
Borchardt C93 con calciolo
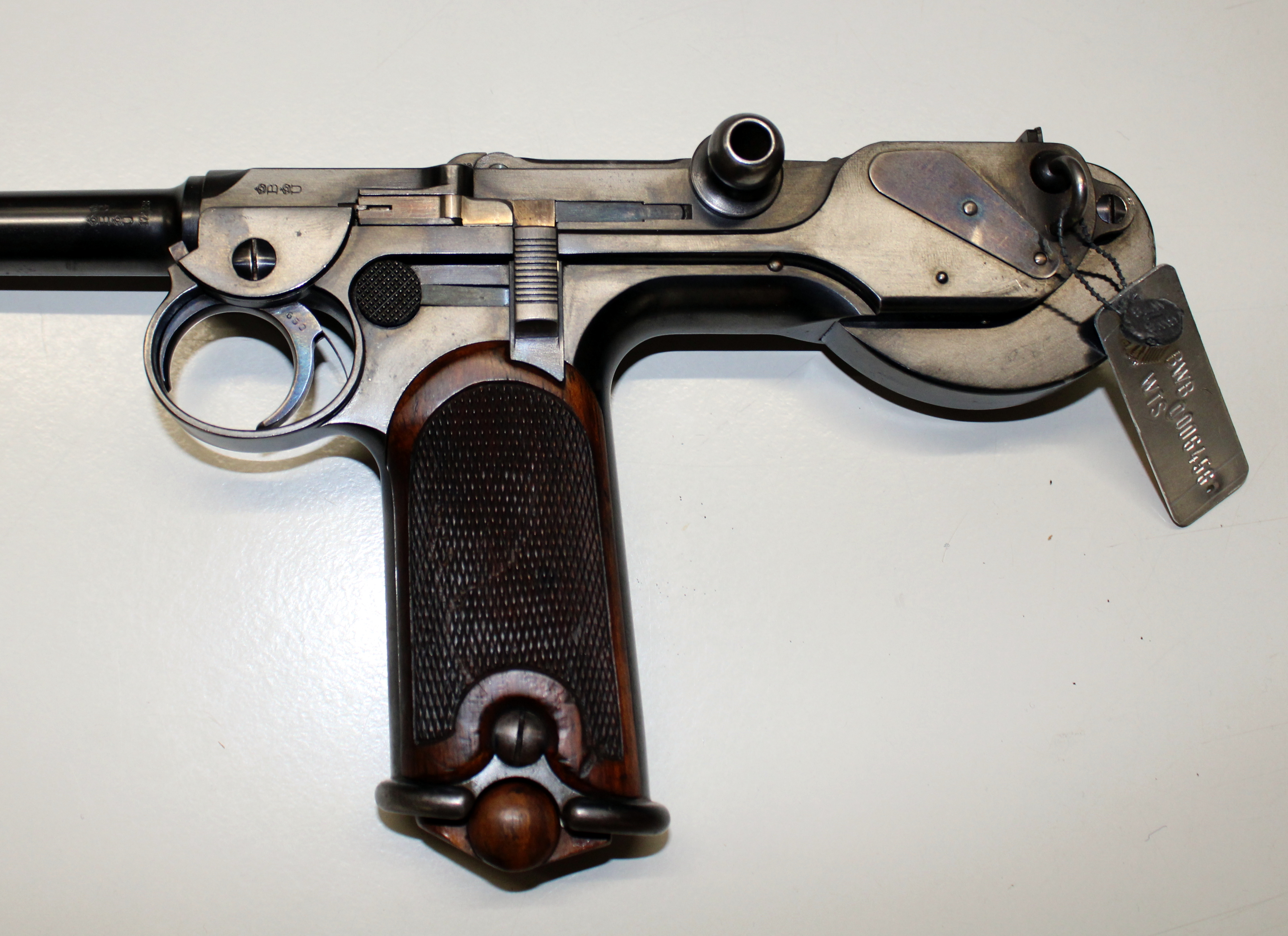
Borchardt C93 dettaglio del fusto
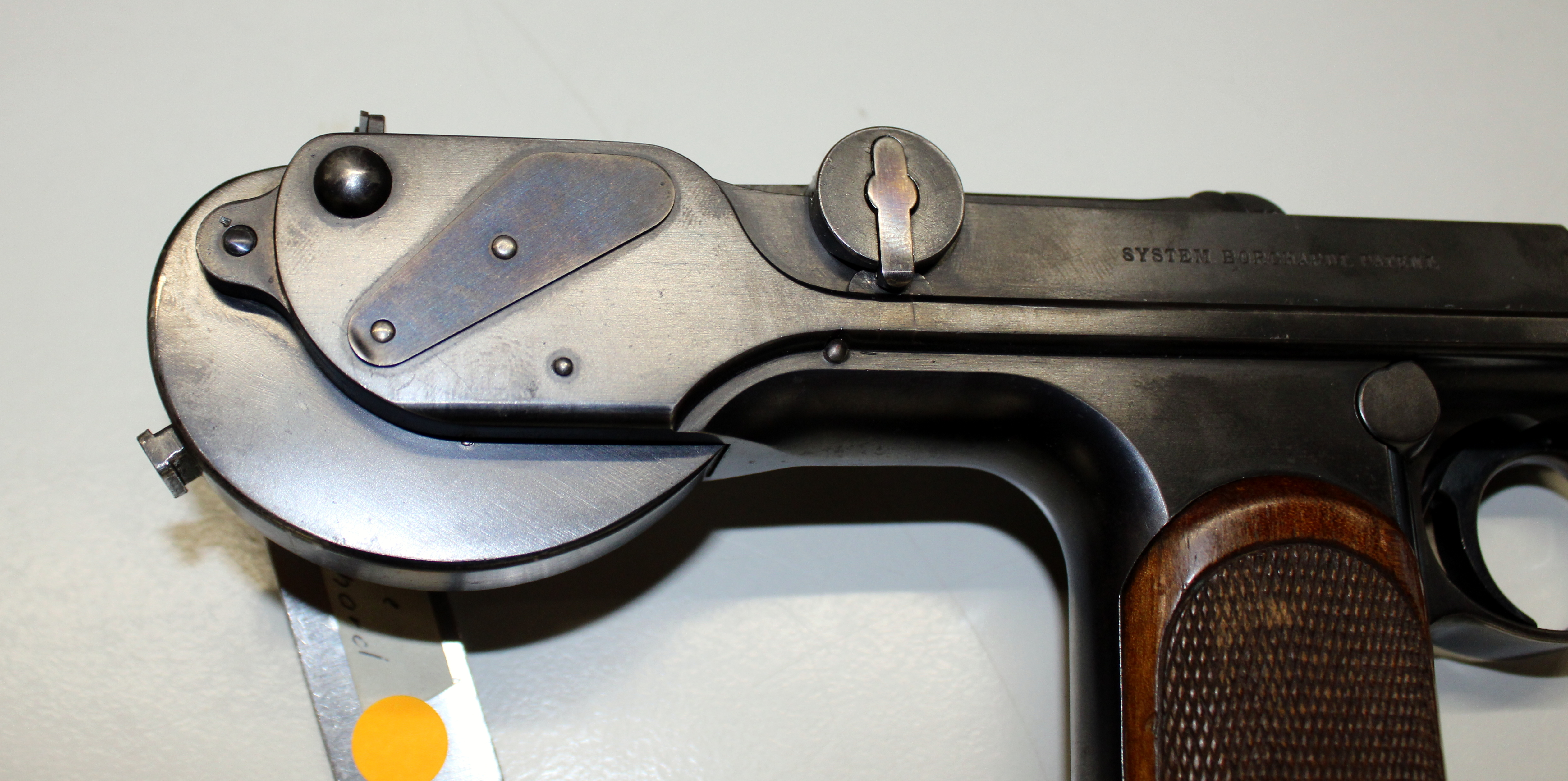
Borchardt C93 particolare destro
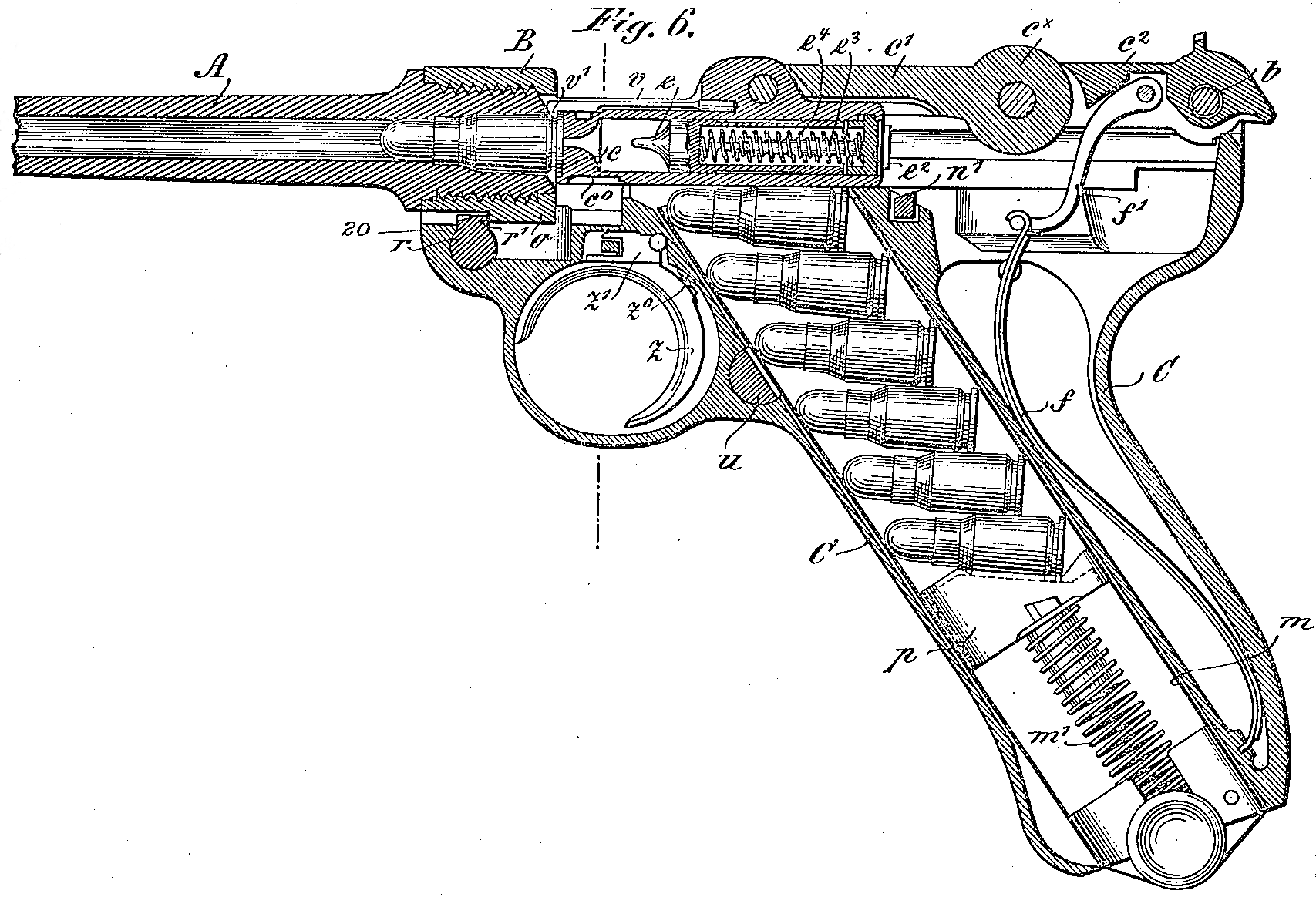
Disegno del brevetto Pistole 1900
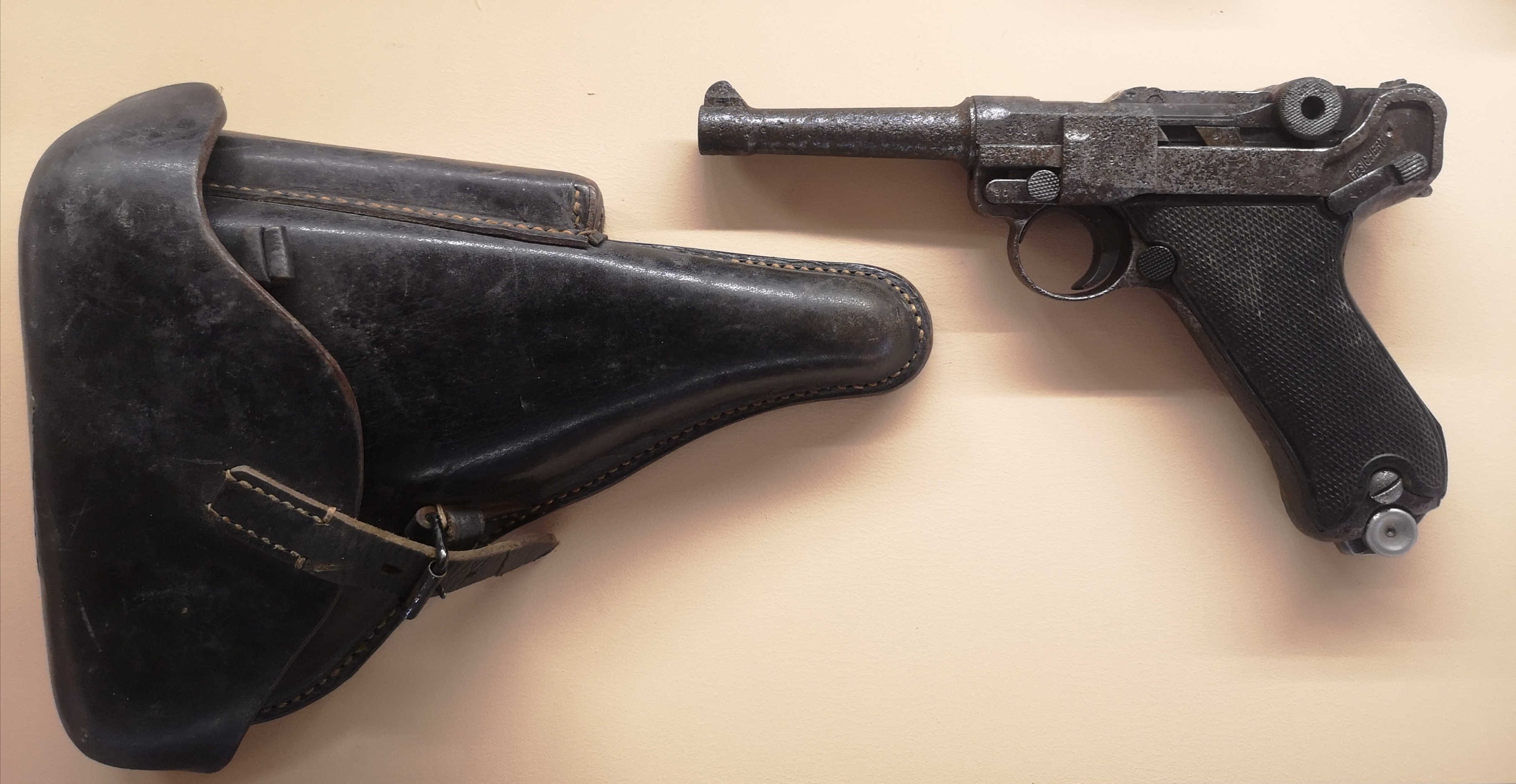
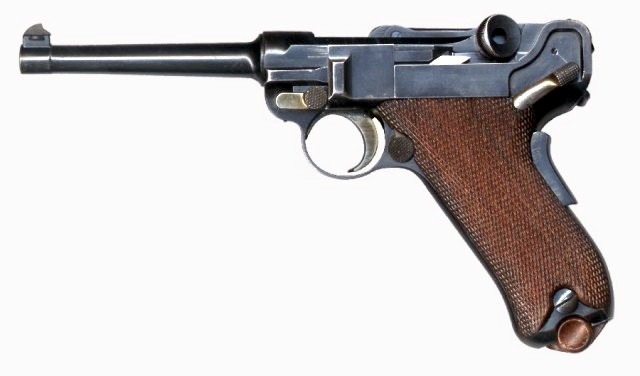
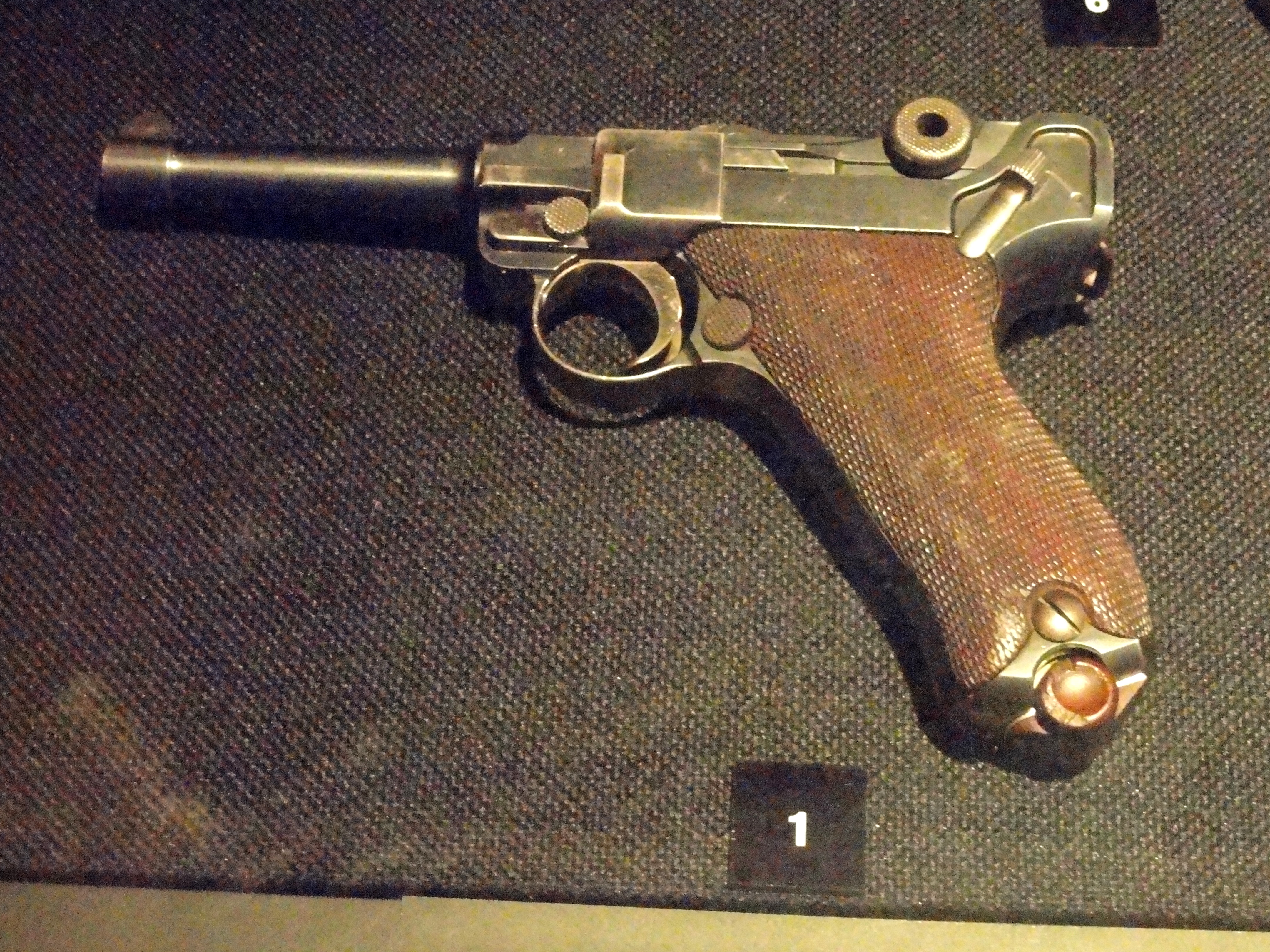
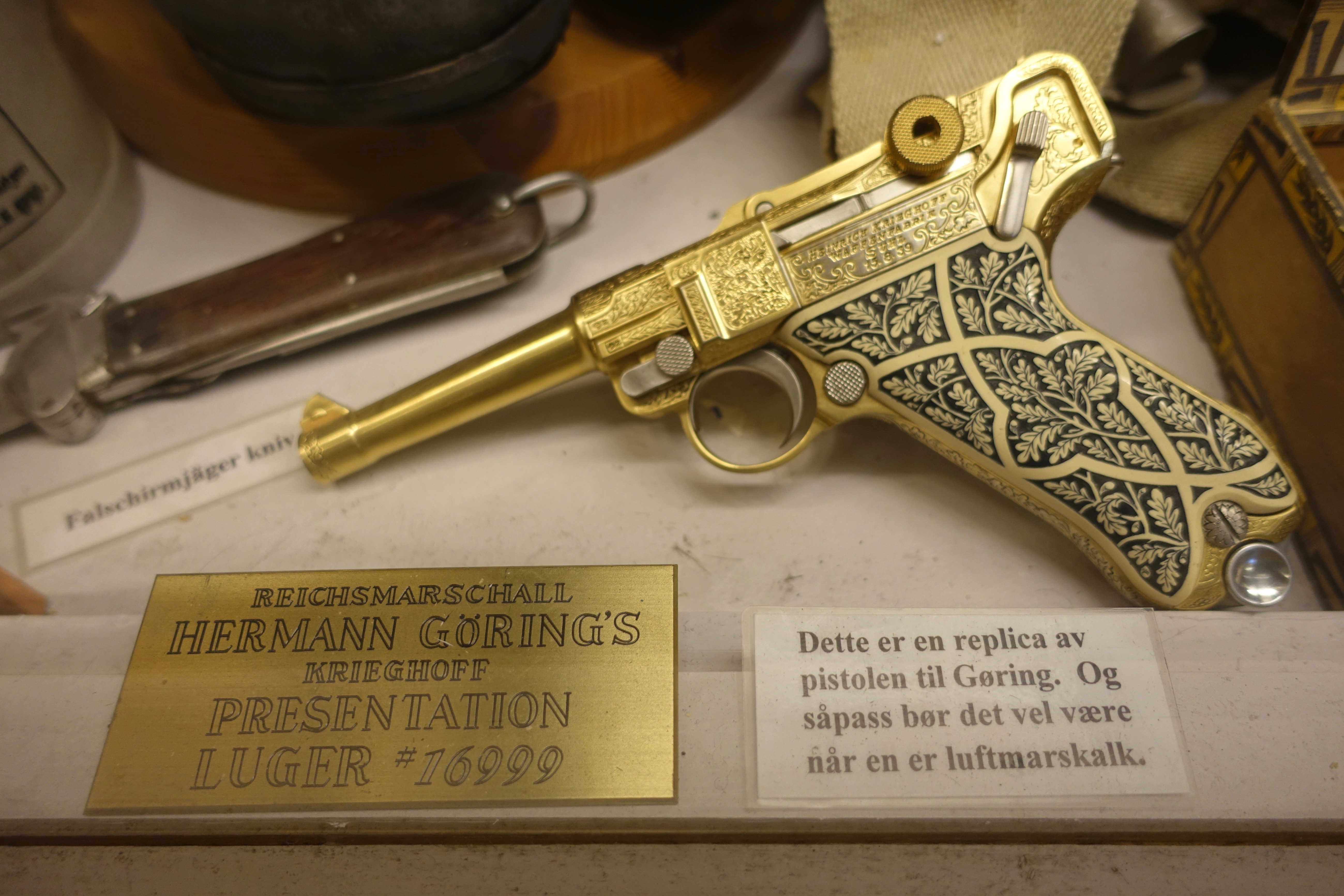
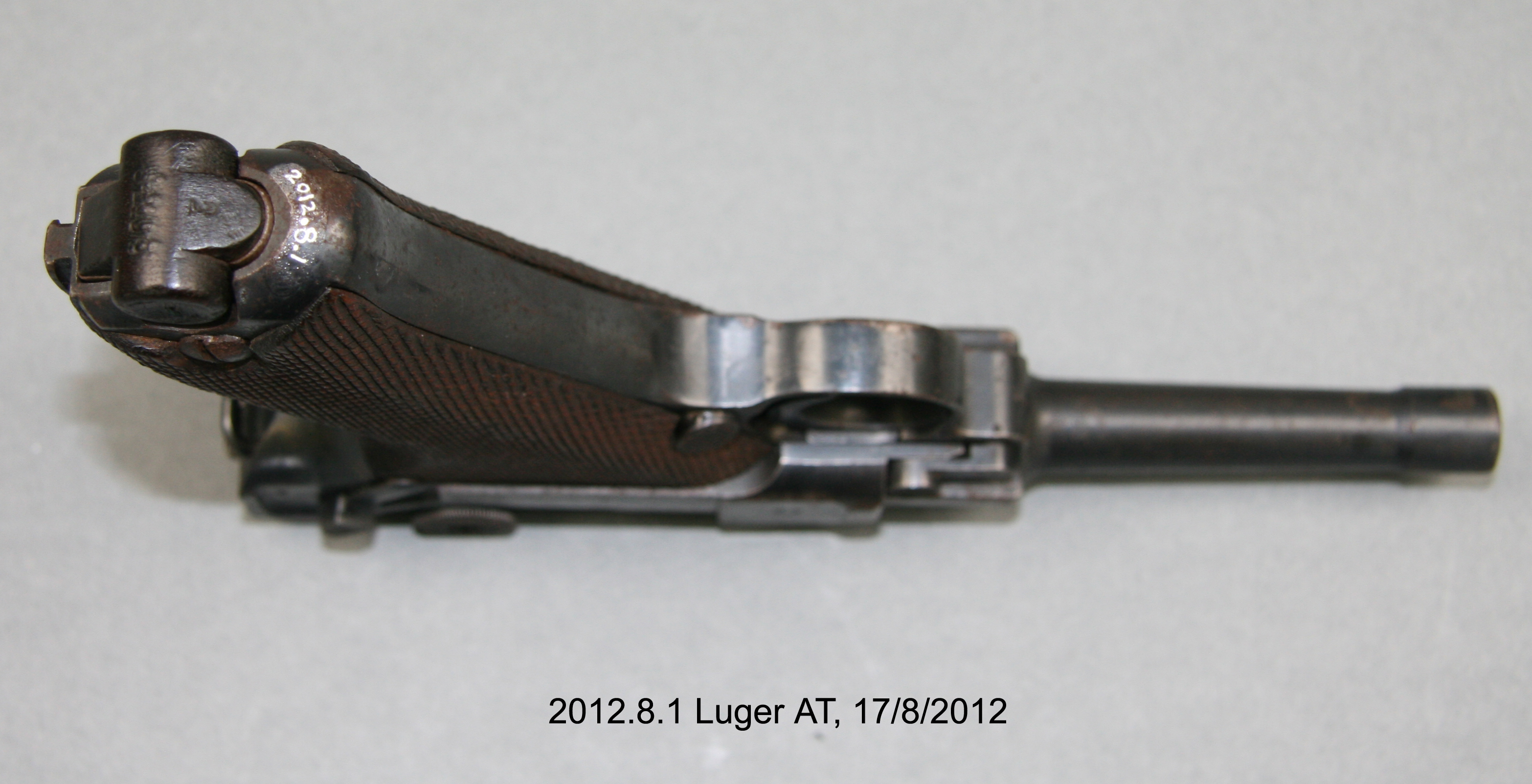
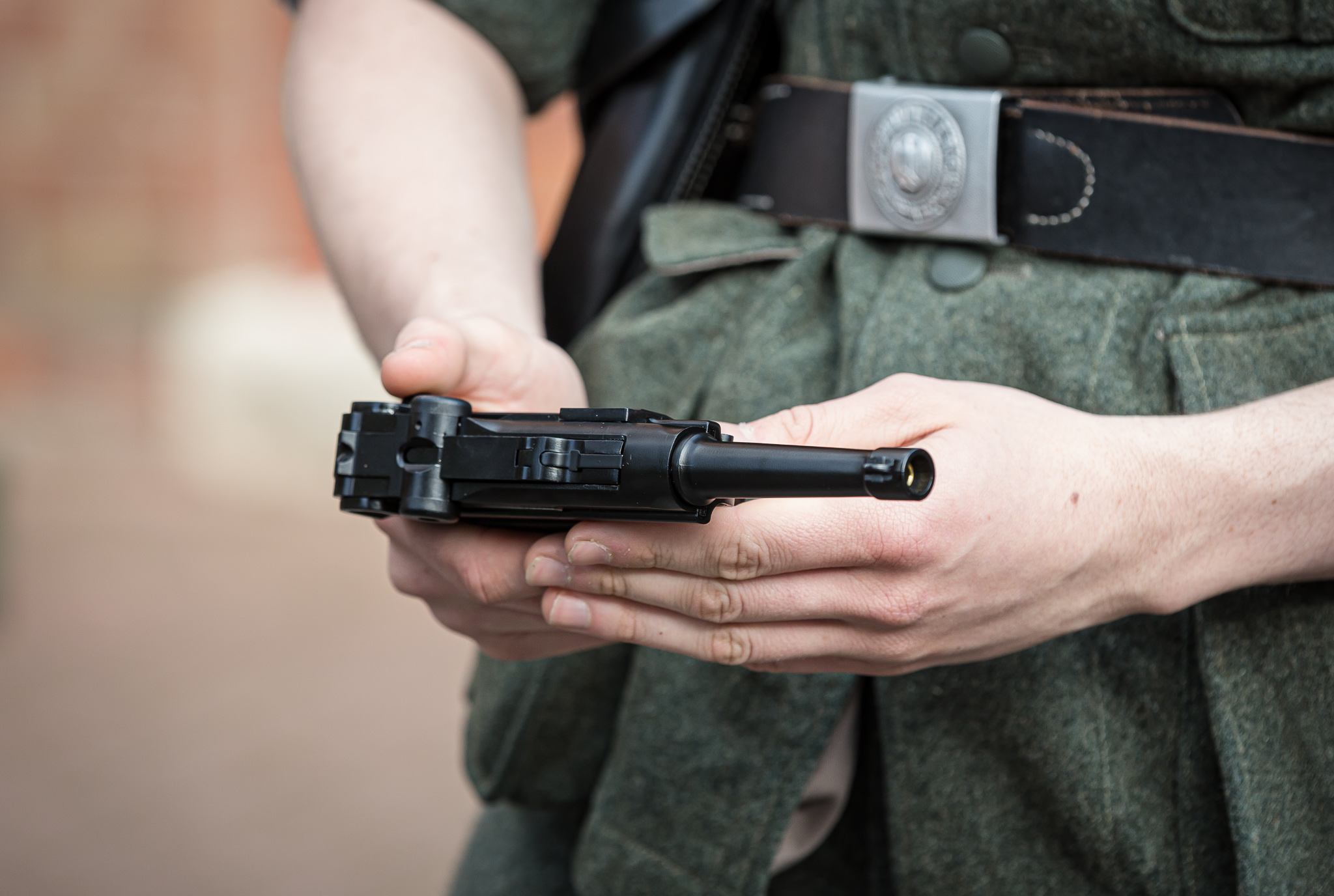
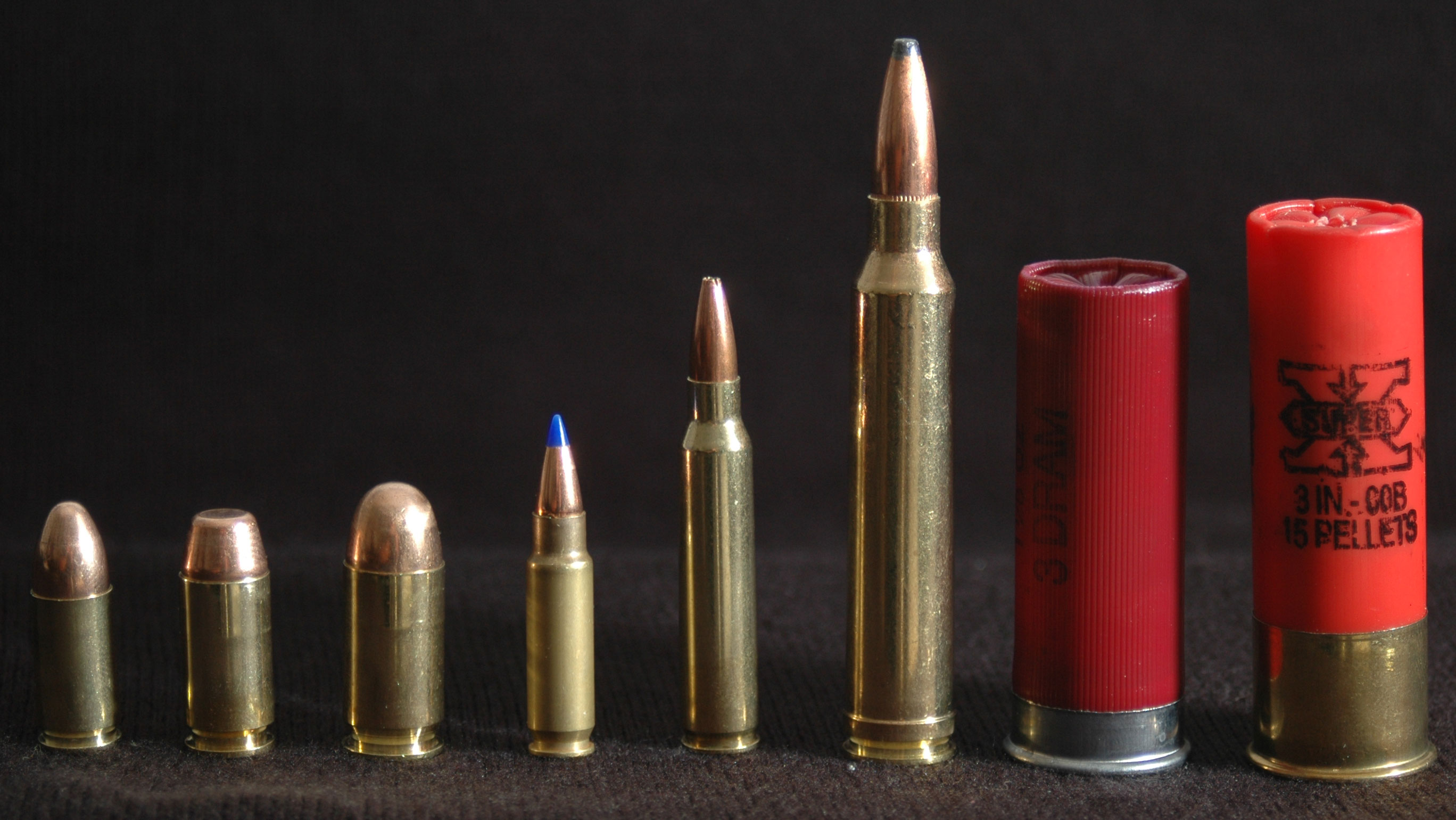
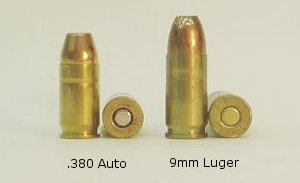
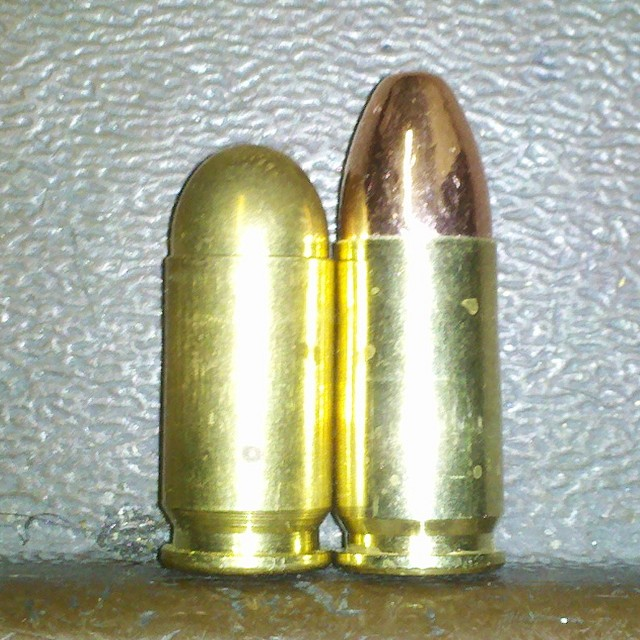
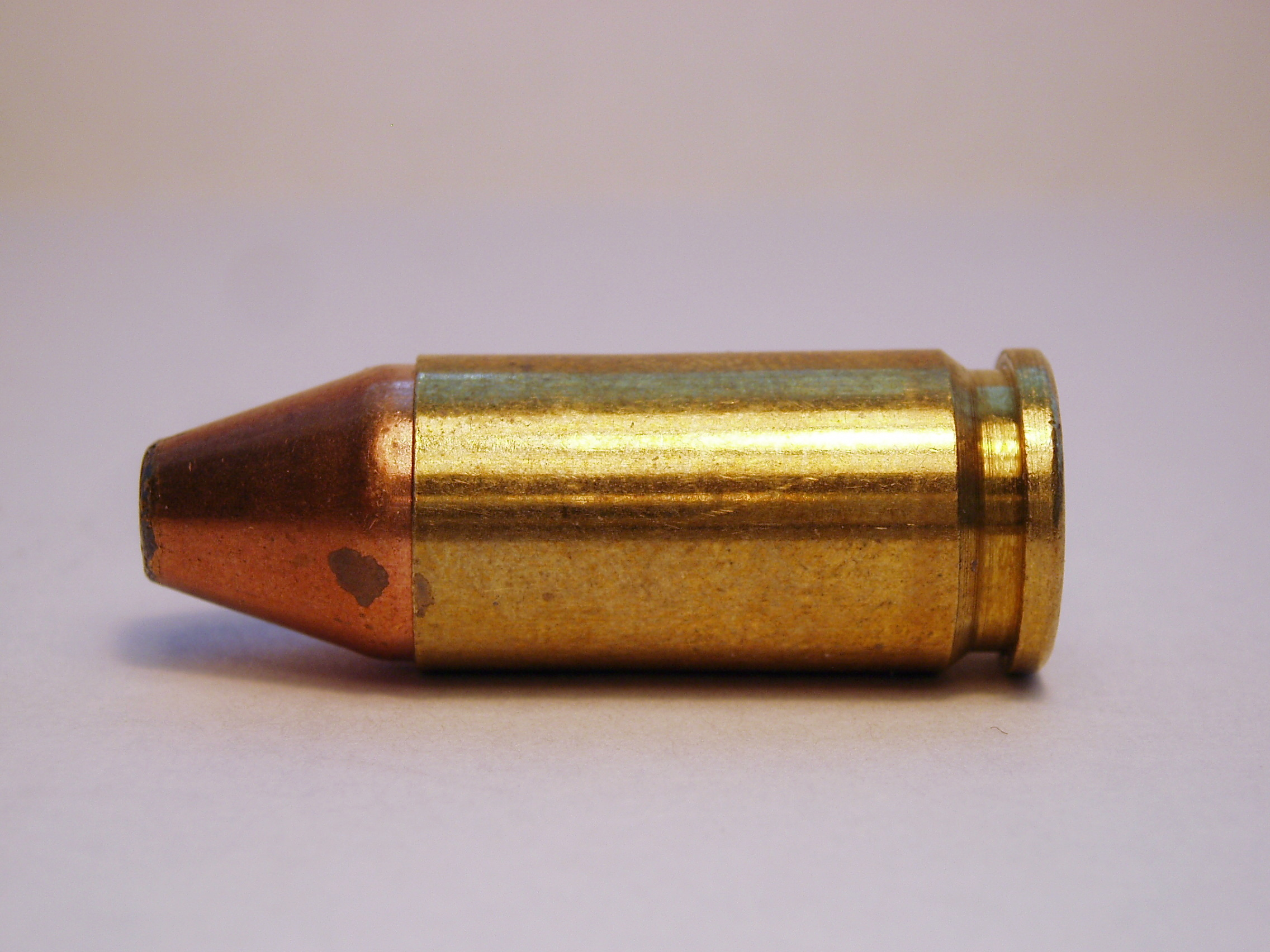
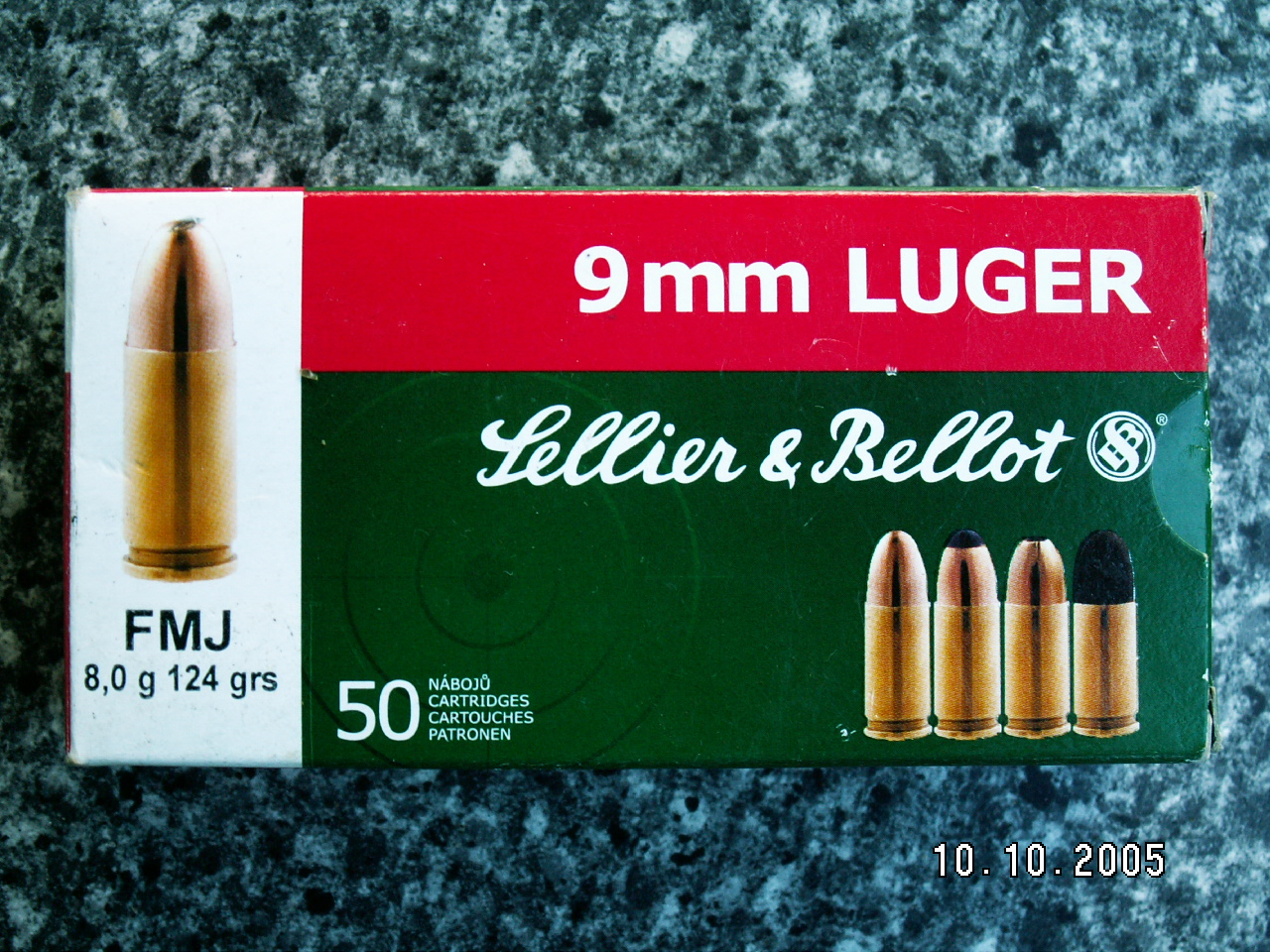
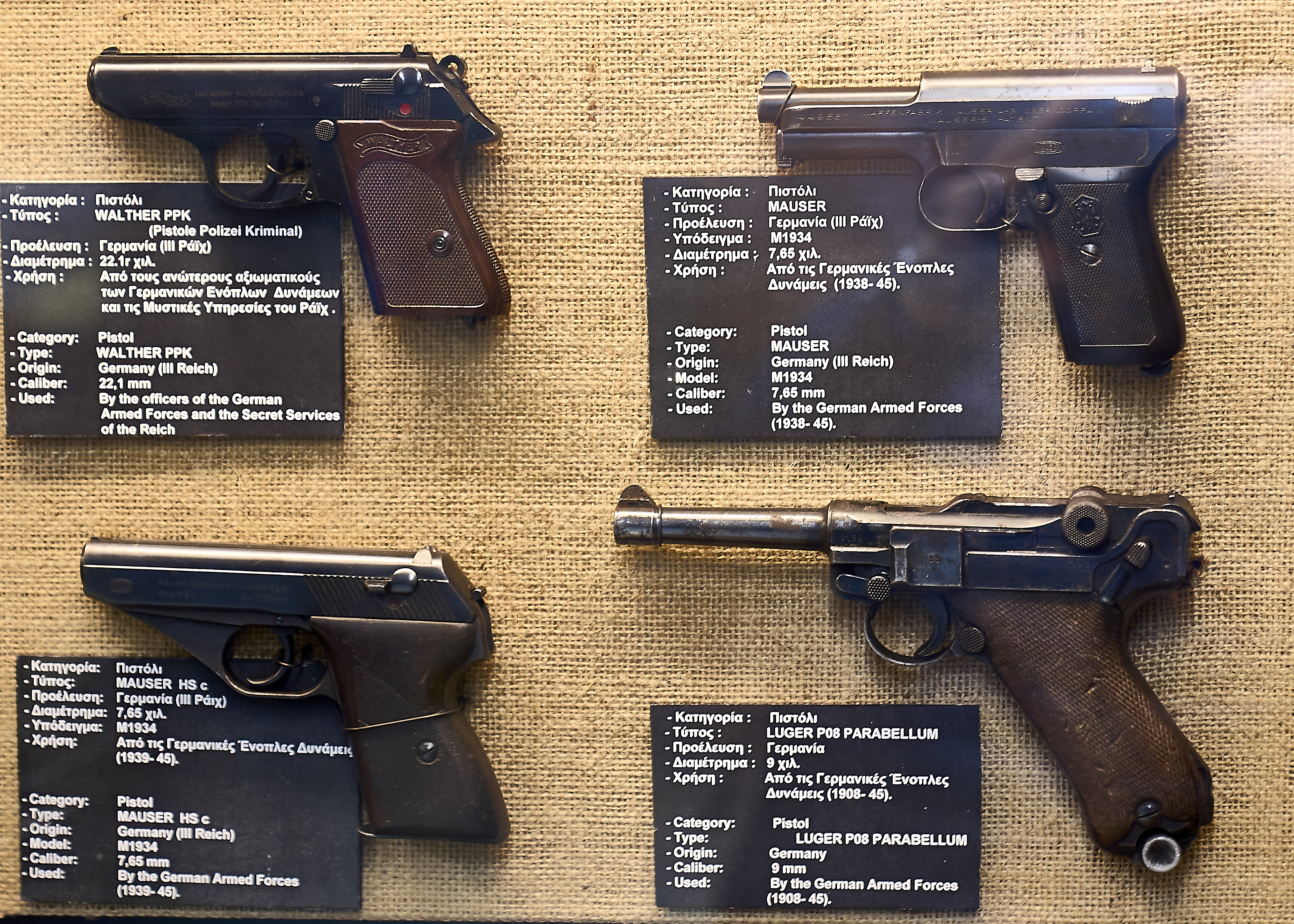
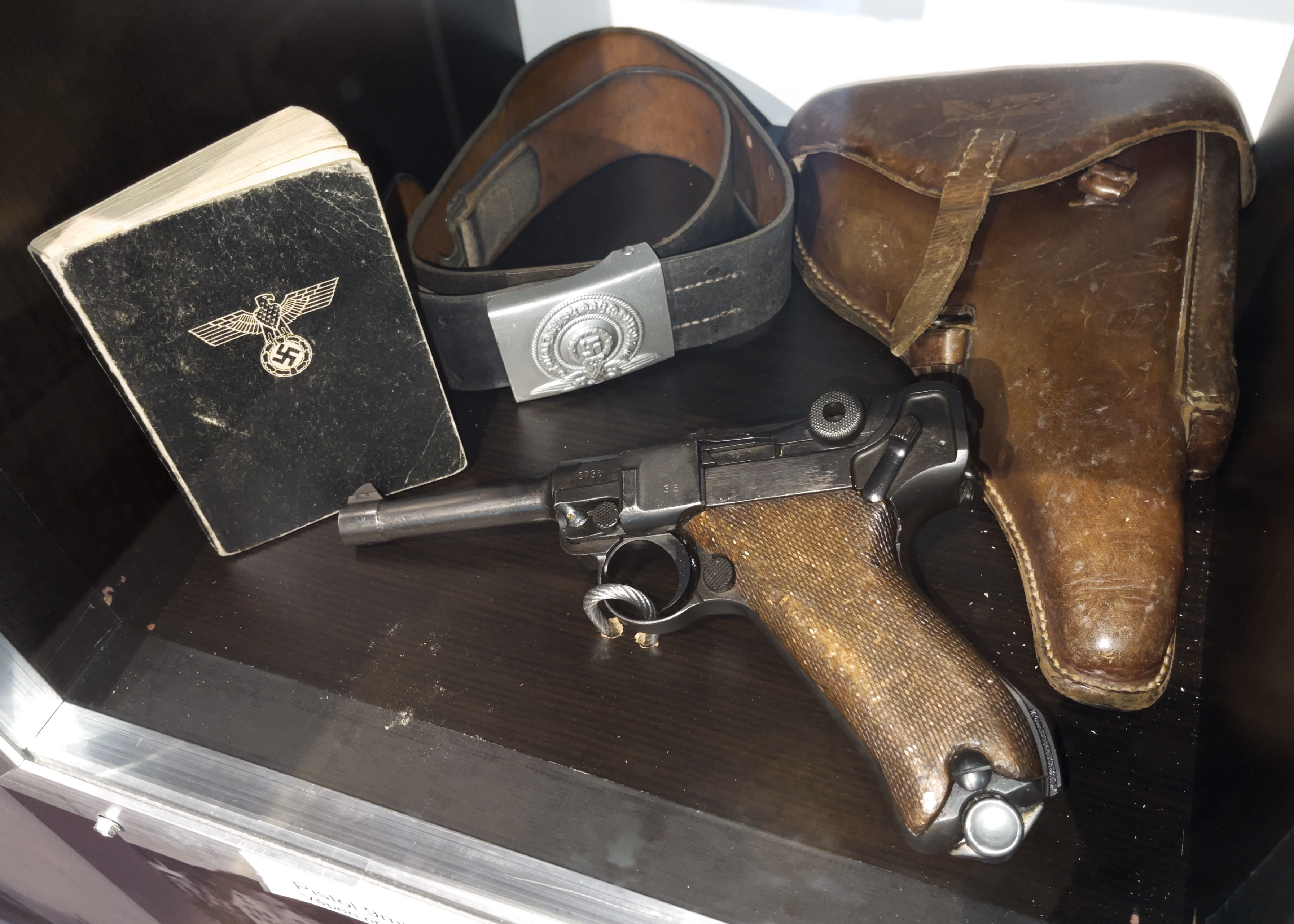
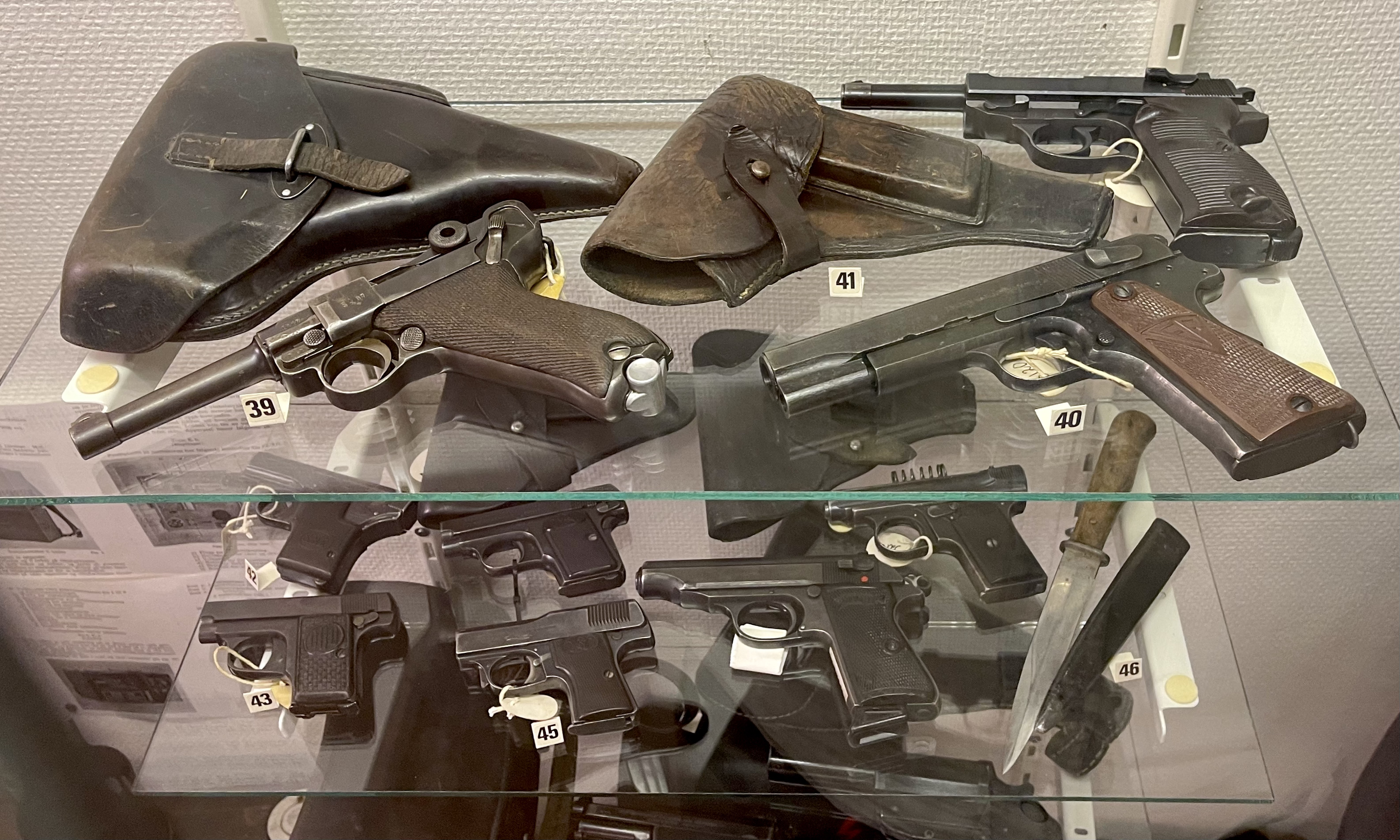
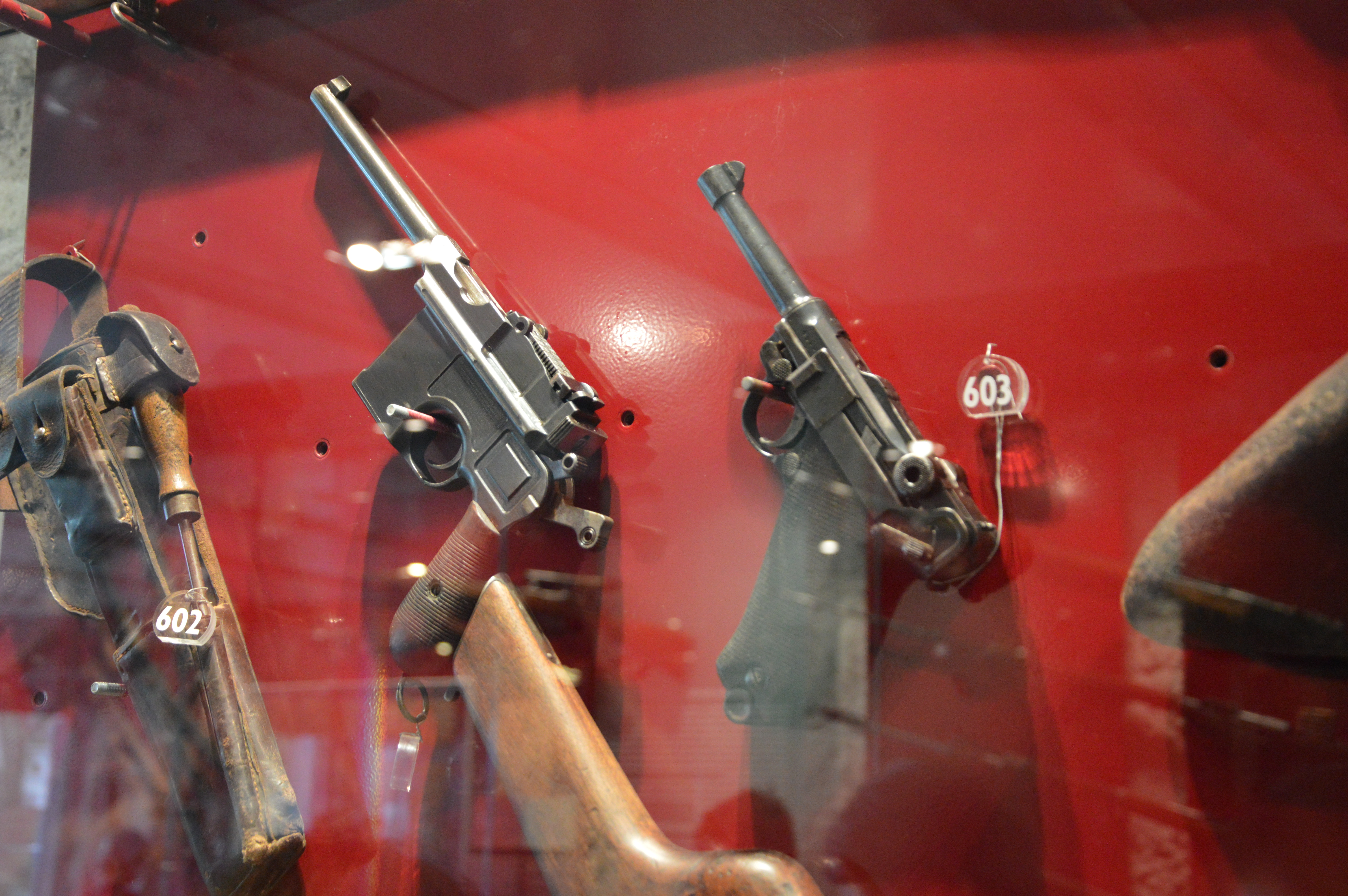
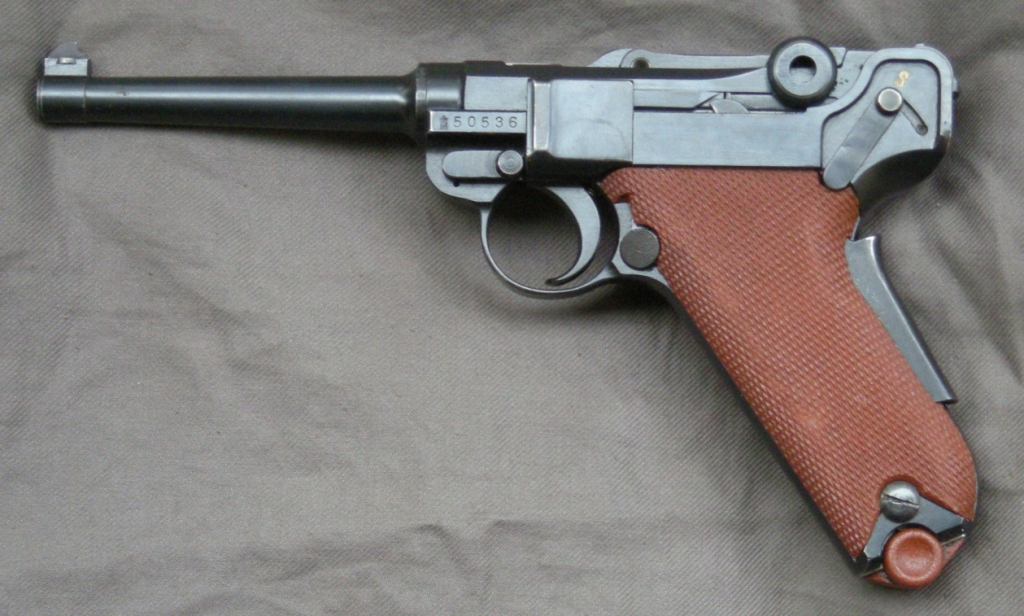
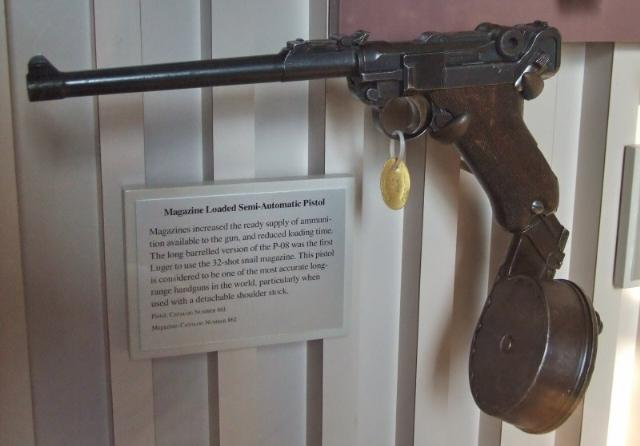
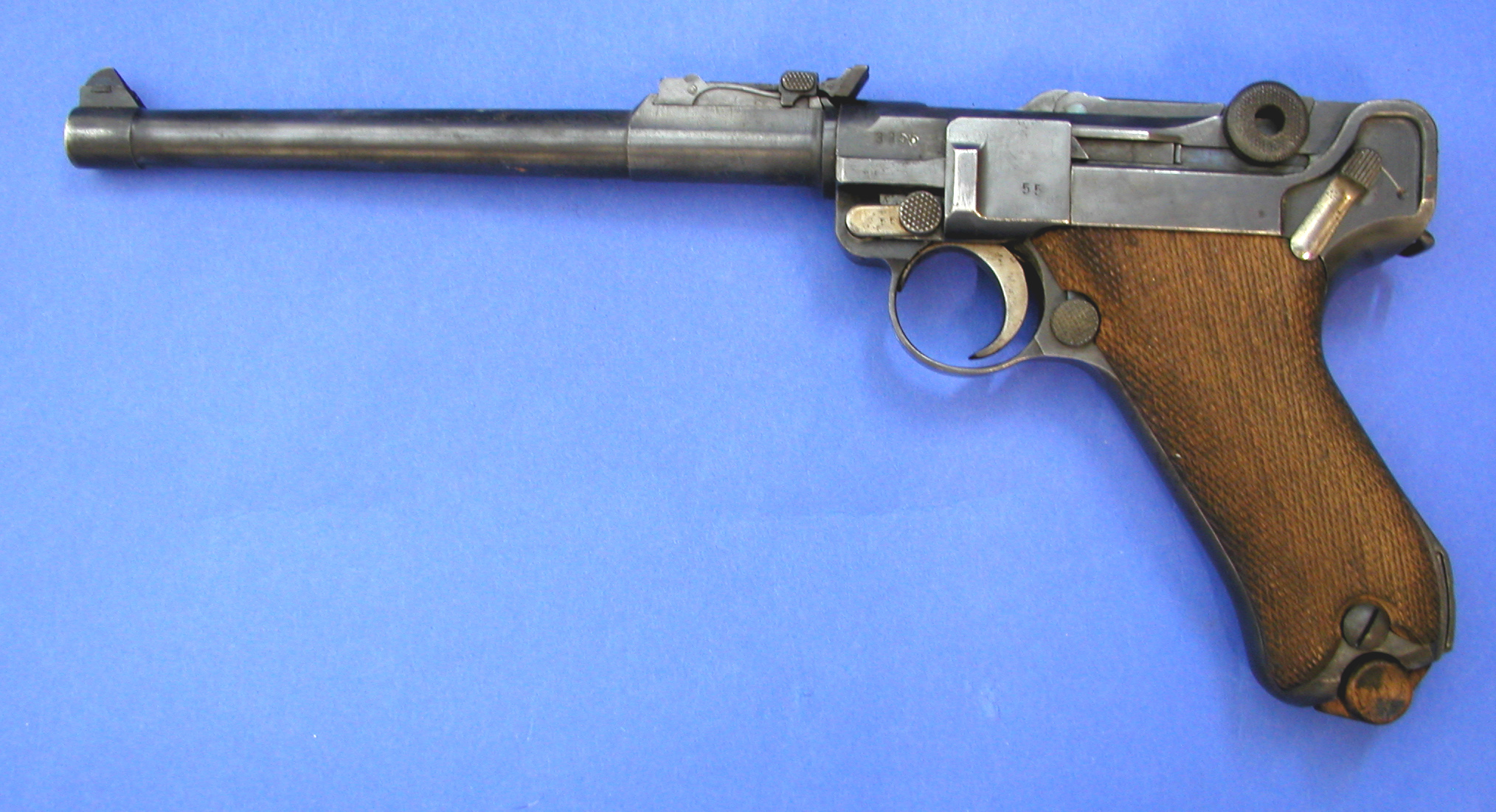
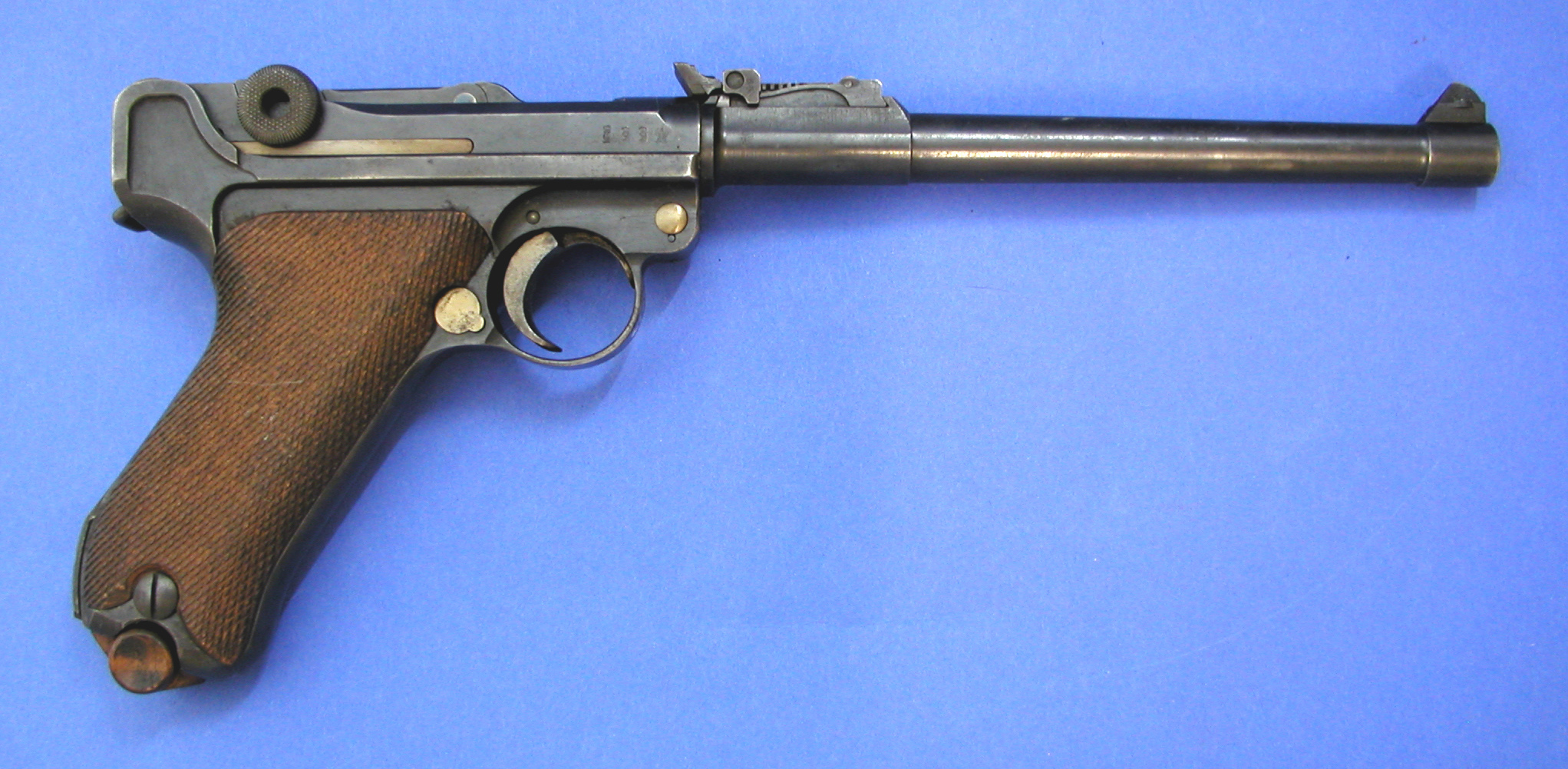
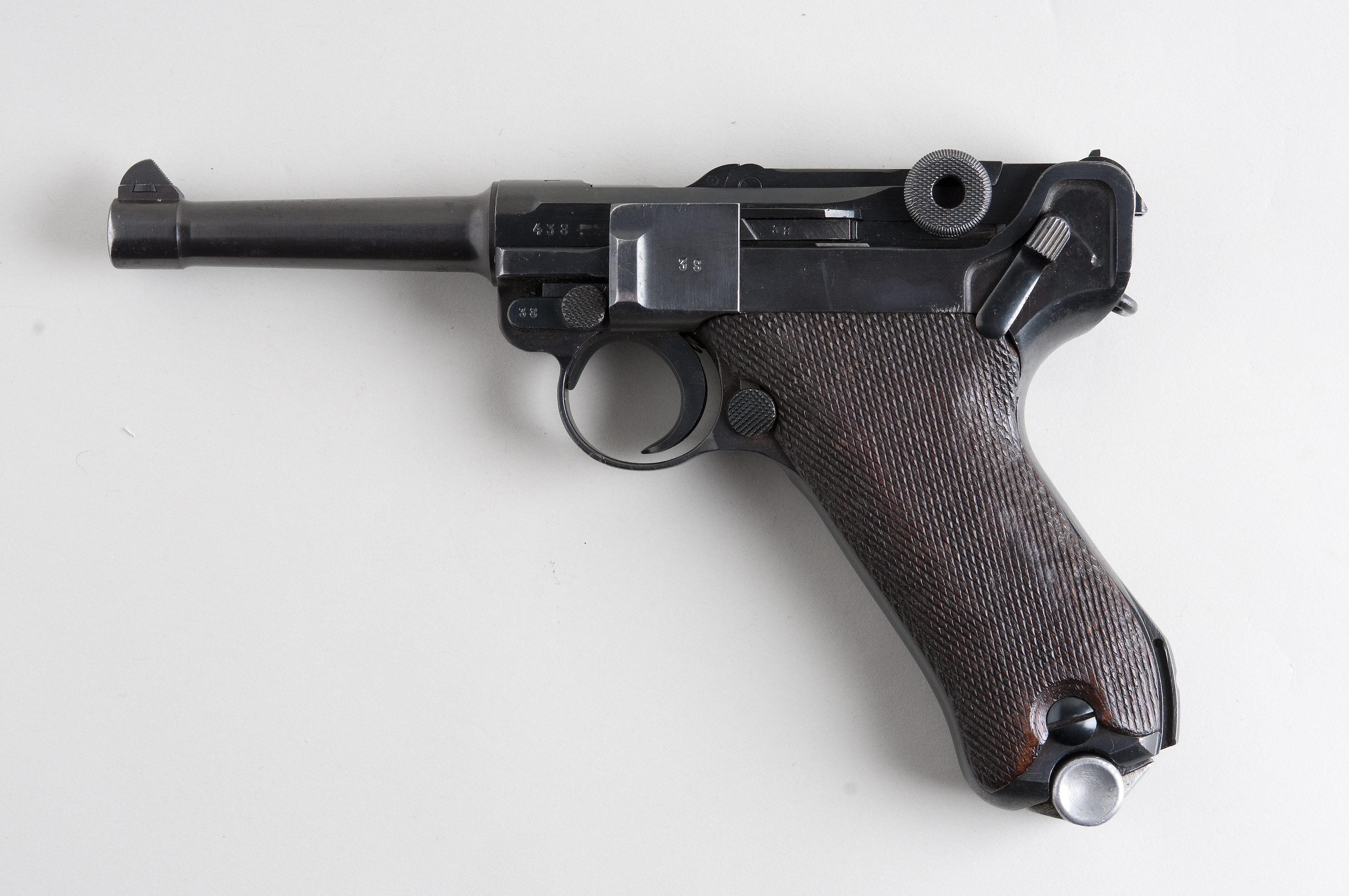